# زمین
زَمین سومین سیارهٔ سامانه خورشیدی است که در فاصلهٔ ۱۴۹٬۶۰۰٬۰۰۰ کیلومتر از ستارهٔ خورشید قرار گرفته که از نظر واژه‌شناسی ایرانی، زم در زبان اوستایی به معنای سرد بوده است که با پسوند «ین»، واژهٔ زمین را به معنای «جسم سرد» به وجود آورده است. نام این سیاره در زبان عربی «الأرض» (جمع: اراضی) است و نام زمین تنها نام فارسی و غیر عربی یک سیاره در سامانهٔ خورشیدی است که به‌طور گسترده در فارسی رایج است. این سیاره چگال‌ترین (به ‌دلیل دارا بودن منابع وسیع آهن و فلزات دیگر) و از نظر بزرگی پنجمین سیاره از هشت سیارهٔ منظومهٔ شمسی است. همچنین در میان چهار سیارهٔ سنگی گردان به دور خورشید (عطارد، زهره، زمین و مریخ) زمین بزرگ‌ترین آن‌ها است. گاهی از آن با نام‌های جهان و تیله آبی نیز یاد می‌شود. نام لاتین آن Terra است. در منظومهٔ شمسی، فاصلهٔ زمین تا خورشید بین فاصلهٔ زهره تا خورشید و فاصلهٔ مریخ تا خورشید است. زمین جزو سیارات داخلی سامانهٔ خورشیدی به‌شمار می‌آید. زمین ششمین جسم در منظومهٔ شمسی بر پایهٔ جرم و حجم است. 

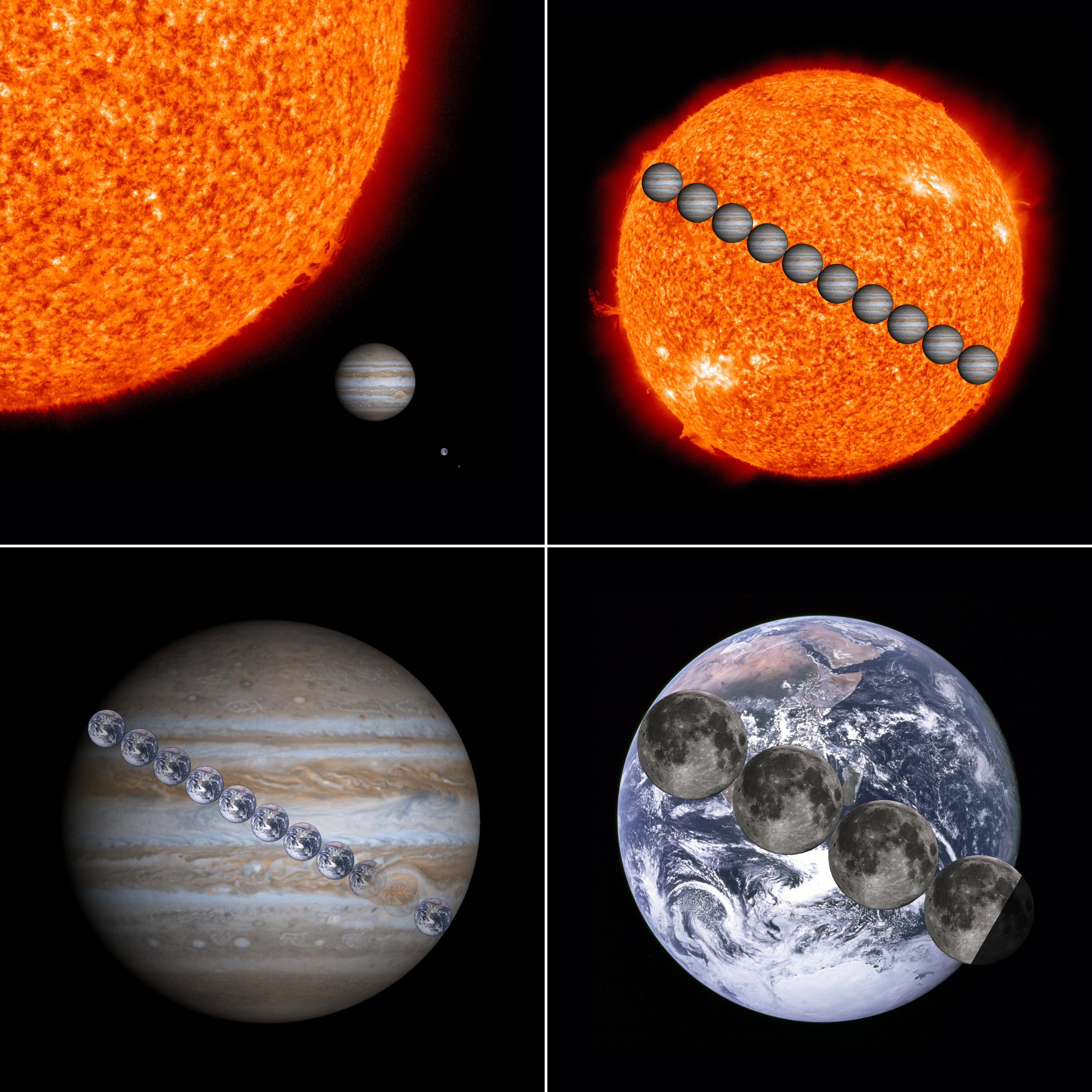
ساعت‌گرد؛ تصویر یکم: مقایسهٔ اندازهٔ حقیقی خورشید و مشتری و زمین و ماه - تصویر دوم: قطر خورشید بر مقیاس مشتری، تصویر سوم: قطر زمین بر مقیاس ماه، تصویر چهارم: قطر مشتری بر مقیاس زمین

نزدیک به ۴٫۵۴ میلیارد سال (به صورت دقیق‌تر ۰٫۰۰۰۶ ± ۴٫۵۶۷۲ میلیارد سال) از پیدایش زمین می‌گذرد؛ و پیدایش حیات بر روی سطح آن در طول یک میلیارد سال پدیدار شد. هم‌اکنون زمین خانهٔ میلیون‌ها گونه از جانداران است که انسان یکی از آن‌ها است. زیست‌کرهٔ زمین با گذر زمان جو زمین و دیگر شرایط فیزیکی و شیمیایی این سیاره را دچار دگرگونی‌های شگرفی کرده است و محیطی را فراهم کرده است تا جانداران، بتوانند به رشد و زیست‌زایی بپردازند. همچنین در اثر این دگرگونی‌ها لایهٔ اوزون به دور این سیاره تشکیل شده است، لایه‌ای که با کمک میدان مغناطیسی زمین مانع از ورود پرتوهای آسیب‌رسان خورشید می‌شود و به این ترتیب اجازه می‌دهد در زمین زندگی ادامه یابد. ویژگی‌های فیزیکی، پیشینهٔ زمین‌شناسی و گردش زمین باعث شده‌اند تا زندگی در این دوره‌ها در آن پابرجا بماند و انتظار آن می‌رود که زندگی برای ۵۰۰ میلیون تا ۲٫۳ میلیارد سال دیگر نیز همچنان ادامه داشته باشد.
پوستهٔ زمین به چندین لایهٔ سخت یا زمین‌ساخت بشقابی تقسیم شده است، این لایه‌ها در گذر میلیون‌ها سال در زمین جابجا می‌شوند. نزدیک به ۷۱٪ از سطح زمین با آب شور اقیانوس‌ها پوشیده شده است و باقیماندهٔ آن را قارهها و جزیره‌ها تشکیل می‌دهند که خود آنها نیز تعداد زیادی دریاچه و دیگر سرچشمه‌های آبی را در خود جای داده‌اند. بیشتر سطح قطب‌های زمین از یخ یا دریای یخ‌زده پوشیده شده است. ساختار درونی زمین پویا است و لایه‌های آن عبارتند از لایهٔ ضخیم گوشتهٔ جامد، یک لایه، هستهٔ بیرونی که مایع است و میدان مغناطیسی را تولید می‌کند و یک لایه، هستهٔ درونی که آهنی و جامد است.
زمین همواره با دیگر جرم‌های آسمانی به ویژه خورشید و ماه در اندرکنش است و به گرد خورشید می‌گردد که یک دور گردش آن برابر با ۳۶۵٫۲۴ روز خورشیدی یا یک سال نجومی است. محور گردش زمین نسبت به خط عمود بر صفحهٔ گردش آن ۲۳٫۴ درجه انحراف دارد. این انحراف باعث ایجاد تغییرات فصلی با دورهٔ گردشی برابر با یک سال اعتدالی یا ۳۶۵٫۲۴ روز می‌شود. تنها ماه طبیعی شناخته شده برای زمین، کرهٔ ماه است که از نزدیک به ۴٫۵۳ میلیارد سال پیش گردش خود به دور زمین را آغاز کرده است. ماه باعث ایجاد کشند در آب اقیانوس‌ها، پایدار شدن زاویهٔ انحراف محور زمین و کم‌کم آهسته‌تر شدن سرعت گردش زمین شده است. در آخرین بمباران شهابی تقریباً میان ۳٫۸ و ۴٫۱ میلیارد سال پیش، چندین سیارک و شهاب‌سنگ با زمین برخورد کرد و دگرگونی‌های درخور توجهی در سطح زمین ایجاد کرد.
جو زمین ترکیبی است از نیتروژن(۷۸درصد)، اکسیژن (۲۱درصد)، کربن دی‌اکسید (٫۰۳درصد)، بخار آب و عناصر کمیابی همانند آرگون و ….
بلندترین نقطه بر روی خشکی‌های زمین کوه اورست نام دارد که ۸۸۴۸ متر بالاتر از سطح دریا است. ژرف‌ترین (عمیق‌ترین) قسمت دریاها نیز در نزدیکی جزایر فیلیپین در اقیانوس آرام قرار دارد. عمق این ناحیه حدود ۱۱ کیلومتر پایین‌تر از سطح دریا است و به آن درازگودال ماریانا گفته می‌شود.
محدودهٔ دمای هوا بر روی کره زمین میان ۸۹٫۲ درجه زیر صفر (قطب جنوب) تا ۵۶٫۷ درجه بالای صفر (دره مرگ کالیفرنیا) قرار دارد. محیط استوای زمین ۴۰٬۰۷۵٫۱۶ کیلومتر و جرم زمین ۱۰۲۴×۵٫۹۷۳۵ کیلوگرم (هشتاد برابر جرم ماه) است. فاصله کره زمین تا کره ماه ۳۸۴ هزار کیلومتر می‌باشد.
انسان‌ها نیازهایشان را از منابع کانی‌ها و محصول‌هایی که از زیست‌کره به‌دست می‌آید، تأمین می‌کنند. نزدیک به ۲۰۰ کشور مستقل در جهان وجود دارد که انسان‌ها در این کشورها پخش شده‌اند و از راه دیپلماسی، سفر، تجارت و فعالیت‌های نظامی با هم در اندر کنش قرار می‌گیرند. فرهنگ و دانش انسان‌ها با گذر زمان بسیار پیشرفت و تغییر کرده است. انسان‌ها زمانی به نظریه صاف بودن زمین و بعد نظریهٔ مرکز بودن زمین در جهان معتقد بودند. از دیدگاه‌های امروزی به زمین، می‌توان به دیدگاه فرضیهٔ گایا اشاره کرد.
۲۲ آوریل نیز به عنوان روز جهانی زمین نامگذاری شده است.
انواع ذخایر معدنی فلزی و غیرفلزی از دیگر ویژگی‌های بخش بیرونی پوسته زمین است.
کره زمین دارای چگالی بیشتری نسبت به دیگر سیاره‌های منظومه شمسی است، کُرهٔ کاملی نیست و در نتیجه شدت میدان جاذبه در نقاط مختلف زمین با هم فرق دارد.

## ریشه‌شناسی واژه
از نظر واژه‌شناسی فارسی، زم در زبان اوستایی به معنای سرد بوده است که با پسوند «ین»، واژهٔ زمین را به معنای «جسم سرد» به وجود آورده است.
به این سیاره در زبان پهلوی زمیک گفته می‌شده است.

## گاه‌شناسی

پویانمایی شکسته شدن پانگه‌آ

میزان یخ و برف در قطب شمال که در تابستان سال ۲۰۱۸ به کمترین مقدار خود رسید، ناسا این اتفاق را یک رکورد دانست.

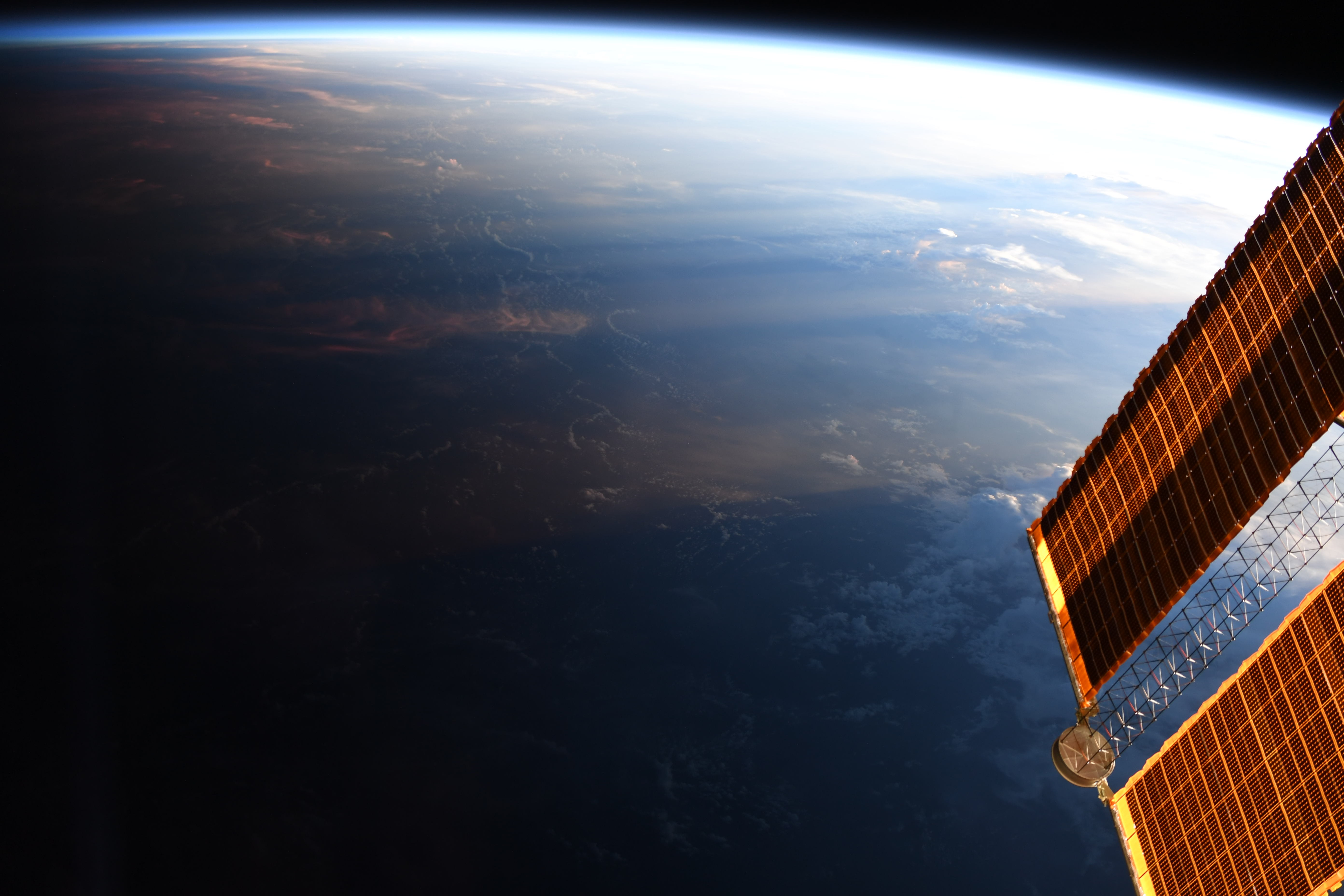
مرز بین روز و شب در زمین که از ایستگاه فضایی بین‌المللی گرفته شده است.

دانشمندان برآورد کرده‌اند که نخستین بار ماده در ۴٫۵۶۷۲ ± ۰٫۰۰۰۶ میلیارد سال پیش در سامانهٔ خورشیدی تشکیل شد و در ۴٫۵۴ میلیارد سال پیش (با ۱٪ خطا) زمین و دیگر سیاره‌های سامانه خورشیدی از ابر خورشیدی پدید آمدند. سحابی خورشیدی یا solar nebula ابری است صفحه‌ای شکل ساخته شده از گاز و غبار که پس از تشکیل خورشید برجای مانده است.
زمین پس از تشکیل در یک دورهٔ ۱۰ تا ۲۰ میلیون ساله، یکپارچگی خود را به‌دست می‌آورد و به کمال می‌رسد. این سیاره در آغاز به صورت مواد ذوب شده بود و کم‌کم با گذر زمان گرمای خود را از دست داد و یک پوستهٔ جامد جایگزین مواد مذاب آن شد. کمی پس از آن در ۴٫۵۳ میلیارد پیش ماه نیز به وجود آمد.
مطالعات بر روی یک مادهٔ معدنی نیز نشان می‌دهد که میدان مغناطیسی زمین بیش از ۴٫۲ میلیارد سال پیش وجود داشته است. تحلیل این اطلاعات توسط محققان ژئوفیزیک دانشگاه روچستر انگلستان نشان می‌دهد که پیشینه میدان مغناطیسی زمین، بیش از ۴٫۲ میلیارد سال است؛ یعنی حدود ۷۵۰ میلیون سال قبل تر از آنچه تا امروز تصور می‌شد.
آخرین فرضیه‌ای که دربارهٔ چگونگی تشکیل ماه بیان شده و مورد پذیرش بیشتر دانشمندان قرار گرفته، فرضیهٔ برخورد بزرگ است. این فرضیه می‌گوید که جسمی (گاهی به آن تیا می‌گویند) به بزرگی بهرام و با جرمی برابر با ۱۰٪ جرم زمین، با زمین برخورد کرد. پس از برخورد بخشی از جرم آن در زمین باقی‌ماند و بخشی از جرم آن‌ها جدا شد و به فضا رفت. مجموعهٔ جرم‌های پرتاب شده یکی شد و در نهایت کرهٔ ماه به وجود آمد.
اتمسفر نخستین زمین از بیرون زدن گازها و فعالیت‌های آتش‌فشانی به وجود آمد پس از آن، آب و یخ گرفته شده از سیارک‌ها، خرده سیاره‌ها، دنباله‌دارها و جرم‌های دورتر از نپتون (ترانس-نپتون‌ها) میزان بخار آب فشردهٔ جمع شده در زمین را بالا برد و در نهایت اقیانوس‌ها پدیدار شدند. دانشمندان معتقدند که در آن زمان خورشید تنها ۷۰٪ از درخشندگی حال حاضر خود را داشته ولی هم‌زمان نشانه‌هایی پیدا شده که آب اقیانوس‌ها در آن دوران «مایع» بوده است. این دو مطلب یک تناقض به وجود آورده‌اند و هنوز بی‌جواب باقی‌مانده‌اند. هم‌زمانی پخش شدن گازهای گلخانه‌ای در زمین و بالا بودن میزان تغییراتی که در پرتو افکنی خورشید به وجود می‌آمد همگی زمین را به سوی گرم تر شدن می‌برد و مرتب دمای سطح زمین بالاتر می‌رفت و مانع از آن می‌شد تا اقیانوس‌ها یخ بزنند. در ۳٫۵ میلیارد سال پیش میدان مغناطیسی زمین تشکیل شد و کمک کرد تا در اثر باد خورشیدی، اتمسفر زمین تهی نشود.
دو فرضیهٔ مهم برای نرخ رشد و گسترش قاره‌ها در زمین وجود دارد: نخست: قاره‌ها دارای رشد پیوسته تا امروز بوده‌اند. دوم: قاره‌ها در آغاز گذشتهٔ زمین، رشد سریع داشته‌اند. مطالعات امروز نشان می‌دهد که فرضیهٔ دوم به واقعیت نزدیک تر است. امروزه دانشمندان معتقدند که در آغاز رشد پوستهٔ قاره‌ای زمین با سرعت انجام شده و پس از آن در یک دورهٔ طولانی پایدار بوده است. پس از گذشت صدها میلیون سال در مقیاس زمین‌شناسی سطح قاره‌ها پیوسته به خود شکل می‌داد تا اینکه در آخر شکسته شد و تکه قاره‌ها از هم جدا شدند. قاره‌ها همواره در حال مهاجرت بر روی سطح زمین اند و گاهی با یکدیگر ترکیب می‌شوند و یک ابَرقاره را ایجاد می‌کنند. نزدیک به ۷۵۰ میلیون سال پیش، یکی از قدیمی‌ترین ابَرقاره‌های شناخته به نام رودینیا شروع به شکسته شدن کرد. پس از آن تکه‌های آن دوباره با هم یکی شدند و پانوتیا (۵۴۰ تا ۶۰۰ میلیون سال پیش) و پس از آن پانجه‌آ به وجود آمد که این نیز خود در ۱۸۰ میلیون سال پیش شکسته شد.

### فرگشت زندگی
فرضیه‌ای به نام «زمین گلوله برفی» یا Snowball Earth در دههٔ ۱۹۶۰ مطرح شده است این فرضیه می‌گوید که در دوران پیشین‌زیستی نو میان ۷۵۰ و ۵۸۰ میلیون سال پیش، بیشتر سطح زمین از لایه‌ای از یخ پوشیده شده بود. این مطلب بسیار مورد توجه دانشمندان است چون این دوران یخبندان به پیش از انفجار کامبرین، آغاز پدیدار شدن سلول‌های زنده، مربوط است.
پس از انفجار کامبرین، نزدیک به ۵۳۵ میلیون سال پیش، پنج دورهٔ انقراض یا خاموشی گسترده در زمین روی داد که آخرین آن‌ها در ۶۵ میلیون سال پیش در اثر برخورد یک شهاب‌سنگ بسیار بزرگ رخ داد و باعث از بین رفتن دایناسورها و دیگر دوزیستان بزرگ هیکل شد؛ البته برخی جانوران کوچکتر مانند پستانداران از این رویداد خاموشی جان سالم به در بردند. با گذشت ۶۵ میلیون سال پستانداران به شاخه‌های گوناگون تقسیم شدند تا آنکه در چند میلیون سال پیش در آفریقا پستاندارانی میمون مانند به نام اررین توگنی توانستند بر روی دو پای خود بایستند. داشتن ابزارهای پیشرفته و کامیابی بیشتر در برقراری ارتباط باعث شد تا این جانوران بتوانند مواد غذایی بیشتری را برای خود فراهم کنند؛ و البته تمامی این پیشرفت‌ها نیازمند داشتن مغزی بزرگتر از آنچه در گذشته داشتند، است. به این ترتیب این جانوران در گذر زمان و با پیشرفته تر شدن و بزرگتر شدن مغزشان کم‌کم به نژاد انسان نزدیک شدند. پیشرفت در کشاورزی و صنعت به انسان‌ها اجازه داد تا در بازهٔ زمانی کوتاهی بر کرهٔ زمین چنان تأثیری بگذارند که تاکنون هیچ‌یک از موجودات زنده چنین نکرده است. انسان‌ها بر کمیت و طبیعت دیگر گونه‌های زندگی در کرهٔ زمین دست بردند.
الگوی کنونی عصر یخبندان می‌گوید نزدیک به ۴۰ میلیون سال پیش زمین دچار یخ زدگی شد، در دوران پلیستوسن نزدیک به ۳ میلیون سال پیش این وضع شدت گرفت و پس از آن سرزمین‌های با عرض جغرافیایی بالا هر ۴۰ تا ۱۰۰٬۰۰۰ سال دچار چرخهٔ یخ زدگی و گرم شدگی شدند. آخرین یخبندان قاره‌ای در ۱۰٬۰۰۰ سال پیش پایان یافت.

### آینده

چرخهٔ زندگی خورشید

آیندهٔ کرهٔ زمین و خورشید به یکدیگر گره خورده است. با انباشته شدن پایدار هلیوم در هستهٔ خورشید، کم‌کم به درخشندگی این ستاره افزوده می‌شود به این صورت که تا ۱٫۱ Gyr (یک میلیارد سال) دیگر ۱۰٪ و تا ۳٫۵ Gyr دیگر ۴۰٪ درخشندگی آن بیشتر خواهد شد. مدل‌های هواشناسی نشان داده است که اگر پرتوهای دریافت شده از خورشید بیشتر شود زمین دچار دگرگونی‌های نامطلوب مانند از دست دادن آب اقیانوس‌ها خواهد شد.
با بالا رفتن دمای هوا در سطح زمین، چرخهٔ غیرآلی دی‌اکسید کربن تندتر می‌شود، با گذشت ۵۰۰ تا ۹۰۰ میلیون سال سطح غلظت این گاز از اندازهٔ مناسب برای گیاهان پایین‌تر می‌رود و گیاهان می‌میرند. با نبود گیاهان اتمسفر نیز دچار کمبود اکسیژن می‌شود و با گذشت چند میلیون سال دیگر حیوانات نیز از بین می‌روند. پس از یک میلیارد سال دیگر تمامی آب‌های زمین ناپدید می‌شود و متوسط دما در سطح زمین به ۷۰ درجهٔ سانتیگراد (۱۵۸ فارنهایت) می‌رسد. انتظار آن می‌رود که برای ۵۰۰ میلیون سال دیگر زمین همچنان توان نگه داشتن زندگی در سطح خود را داشته باشد؛ البته اگر نیتروژن از اتمسفر برداشته شود این بازه می‌تواند به ۲٫۳ میلیارد سال نیز برسد. اگر تصور کنیم که خورشید برای همیشه پایدار و جاودان باقی می‌ماند باز به این دلیل که زمین از درون در حال خنک شدن است، مقدار زیادی از CO۲ موجود در هوا به دلیل کاهش فعالیت‌های آتشفشانی از دست می‌رفت و به دلایل دیگری ۳۵٪ از آب اقیانوس‌ها نیز به داخل گوشته فرومی‌رفت.
خورشید نیز مانند دیگر ستارگان که دچار دگرگونی می‌شوند، پس از ۵ Gyr تبدیل به یک غول سرخ خواهد شد. بررسی‌ها نشان داده است که در این هنگام شعاع خورشید ۲۵۰ بار بزرگتر از شعاع آن در عصر حاضر خواهد بود، چیزی نزدیک به ۱ AU یا ۱۵۰٬۰۰۰٬۰۰۰ کیلومتر. در این هنگام سرنوشت زمین چندان روشن نیست. هنگامی که خورشید یک غول قرمز می‌شود ۳۰٪ از جرم خود را از دست می‌دهد. هنگامی که خورشید به بیشترین حجم خود رسیده زمین در مداری در ۱٫۷ AU یا ۲۵۰٬۰۰۰٬۰۰۰ km از آن قرار می‌گیرد. انتظار آن می‌رود که زمین پوشش خود را از دست بدهد و به دلیل بیشتر شدن پرتوهای خورشید در زمین (نزدیک به ۵۰۰۰ برابر مقدار کنونی) اگر نگوییم همه، بیشتر آنچه از حیات بر سطح آن باقی‌مانده از بین می‌رود. یک شبیه‌سازی در سال ۲۰۰۸ نشان داد که هنگامی که خورشید یک غول بزرگ می‌شود مدار زمین به دور آن تنگ‌تر شده و زمین به سوی خورشید کشیده خواهد شد تا آنکه وارد اتمسفر خورشید شده و بخار خواهد شد.

## ساختار و سازهٔ زمین

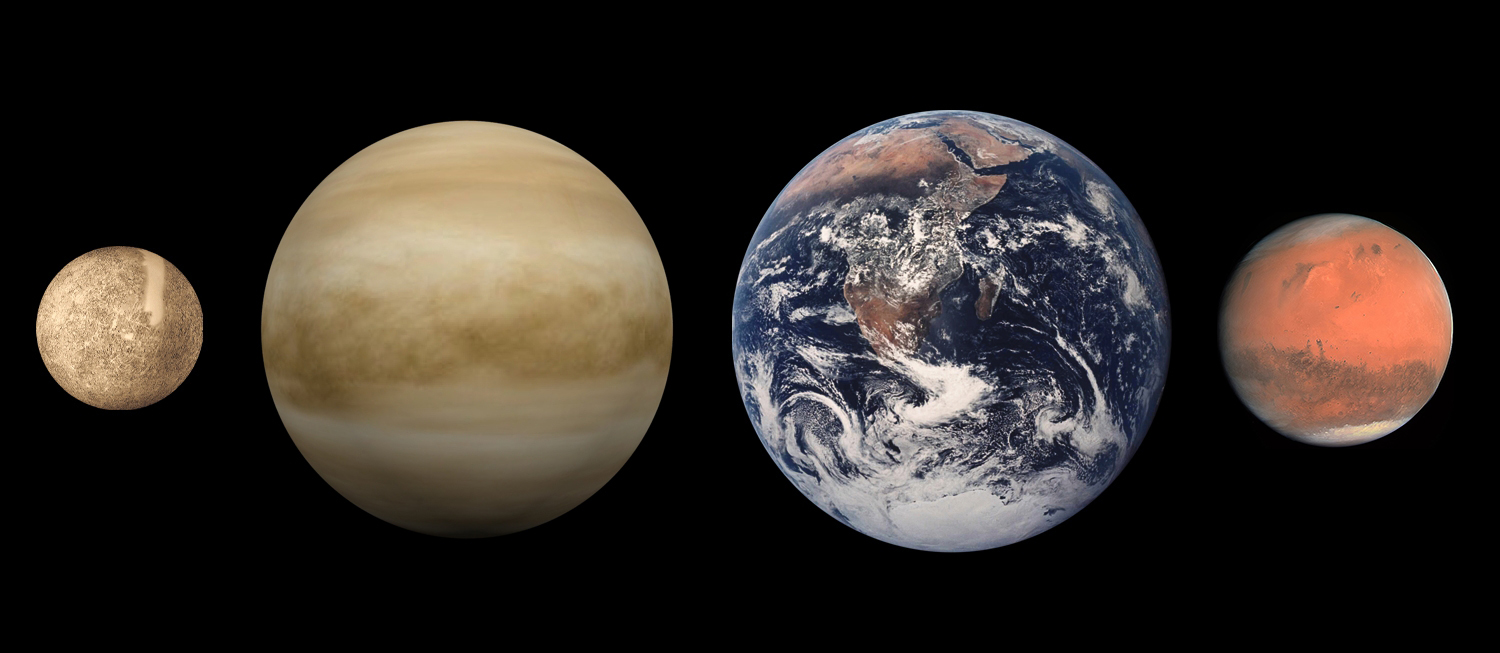
سیاره‌های سنگی از چپ به راست: تیر، ناهید، زمین و مریخ

آگاهی بیشتر در مقالهٔ جدول ویژگی‌های فیزیکی زمین
زمین یک سیارهٔ سنگی است یعنی به جای آنکه مانند سیارهٔ هرمز یک غول گازی باشد، از خاک و سنگ ساخته است. زمین در جرم و حجم در میان چهار سیارهٔ سنگی سامانهٔ خورشیدی در جایگاه نخست قرار دارد. همچنین زمین در میان آن‌ها از بیشترین چگالی و گرانش سطحی، نیرومندترین میدان مغناطیسی و سریع‌ترین سرعت در گردش برخوردار است و احتمالاً تنها سیاره‌ای است که صفحه‌های زمین‌ساخت بشقابی آن فعال‌اند.

### شکل

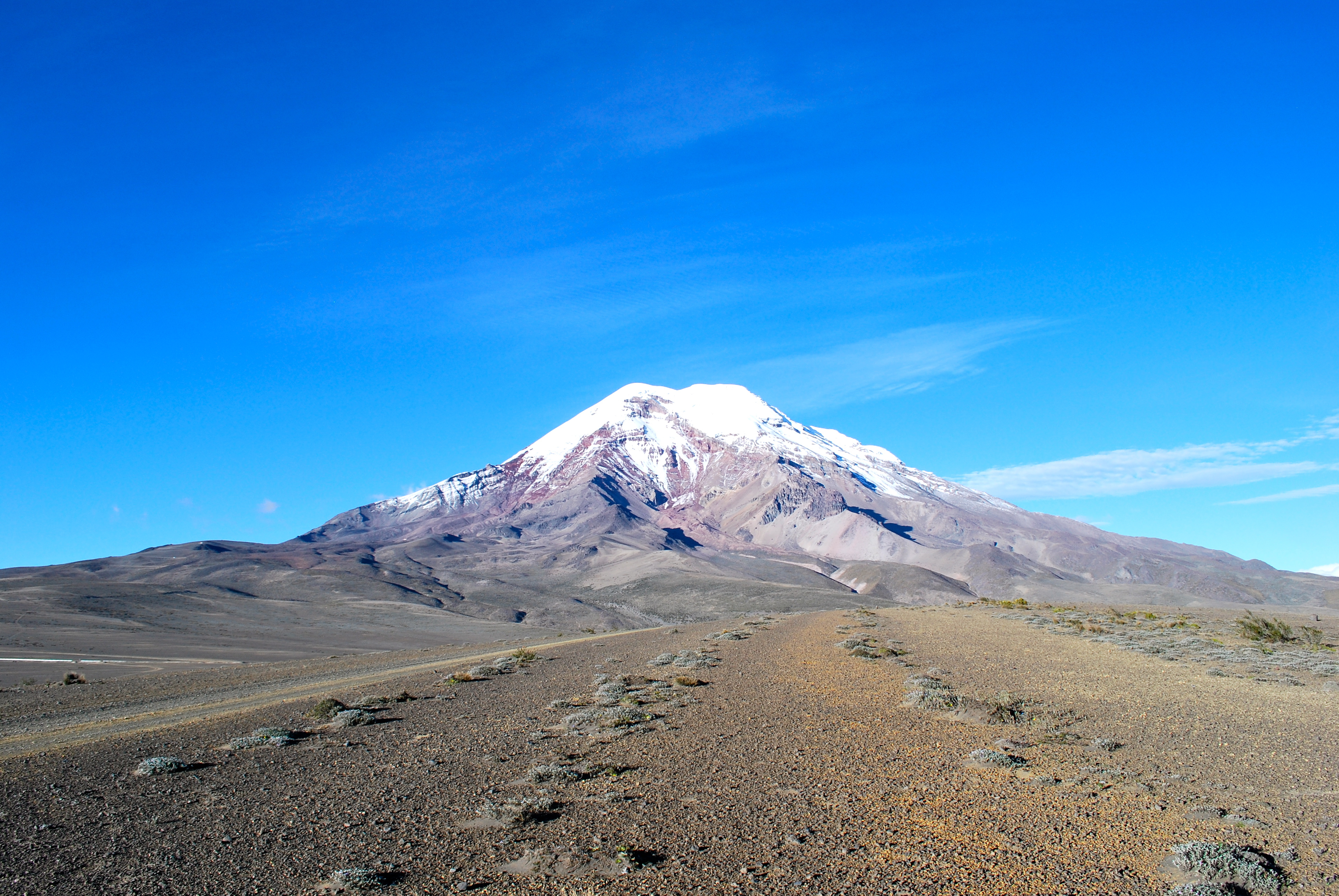
آتشفشان چیمبورازو در اکوادور بیرونی‌ترین نقطه از سطح زمین

شکل زمین مانند یک کره است با این تفاوت که بر روی دو قطب آن و در راستای محور میان آن دو، دچار پهن شدگی و در گرداگرد استوا دچار بیرون زدگی شده است (شکم داده است). این بیرون زدگی در ناحیهٔ استوا، به دلیل گردش زمین به وجود آمده است و باعث ایجاد اختلاف ۴۳ کیلومتری میان قطر زمین در مدار استوایی و قطر آن میان دو قطب شده است.
کوه اورست با بلندی ۸۸۴۸ متر بالاتر از سطح آزاد دریاها و درازگودال ماریانا با عمق ۱۰٬۹۱۱ متر پایین‌تر از سطح آزاد دریاها به ترتیب بلندترین و عمیق‌ترین نقاط در سطح کرهٔ زمین‌اند. اما باید به این نکته توجه داشت که به دلیل شکم دادگی کرهٔ زمین در مدار استوا، نوک کوه اورست همچنان دورترین نقطه از مرکز کرهٔ زمین نیست. دورترین نقطه از مرکز کرهٔ زمین یا به عبارت دیگر بیرونی‌ترین نقطه از سطح زمین، نوک آتشفشانی به نام چیمبورازو در اکوادور و کوه اوآسکاران در پرو است.
| ترکیب شیمیایی    | فرمول | درصد در | درصد در   |
| ترکیب شیمیایی    | فرمول | قاره‌ها  | اقیانوس‌ها |
| ---------------- | ----- | ------- | --------- |
| سیلیسیم دی‌اکسید  | SiO۲  | ۶۰٫۲٪   | ۴۸٫۶٪     |
| آلومینا          | Al۲O۳ | ۱۵٫۲٪   | ۱۶٫۵٪     |
| کلسیم اکسید      | CaO   | ۵٫۵٪    | ۱۲٫۳٪     |
| اکسید منیزیم     | MgO   | ۳٫۱٪    | ۶٫۸٪      |
| آهن              | FeO   | ۳٫۸٪    | ۶٫۲٪      |
| اکسید سدیم       | Na۲O  | ۳٫۰٪    | ۲٫۶٪      |
| پتاسیم اکسید     | K۲O   | ۲٫۸٪    | ۰٫۴٪      |
| اکسید آهن (III)  | Fe۲O۳ | ۲٫۵٪    | ۲٫۳٪      |
| آب               | H۲O   | ۱٫۴٪    | ۱٫۱٪      |
| دی‌اکسید کربن     | CO۲   | ۱٫۲٪    | ۱٫۴٪      |
| تیتانیوم دی‌اکسید | TiO۲  | ۰٫۷٪    | ۱٫۴٪      |
| پنتا اکسید فسفر  | P۲O۵  | ۰٫۲٪    | ۰٫۳٪      |
| مجموع            | مجموع | ۹۹٫۶٪   | ۹۹٫۹٪     |

### ساختار شیمیایی
جرم زمین تقریباً ۵٫۹۸×۱۰^۲۴ کیلوگرم است و بیشتر از عنصرهایی مانند آهن (۳۲٫۱٪)، اکسیژن (۳۰٫۱٪)، سیلیسیم (۱۵٫۱٪)، منیزیم (۱۳٫۹٪)، گوگرد (۲٫۹٪)، نیکل (۱٫۸٪)، کلسیم (۱٫۵٪) و آلومینیم (۱٫۴٪) ساخته شده است ۱٫۲٪ باقی‌مانده را نیز رگه‌هایی از دیگر عنصرها می‌سازد. دانشمندان بر این باورند که ۸۸٫۸٪ از هستهٔ زمین از آهن، ۵٫۸٪ از نیکل، ۴٫۵٪ از گوگرد و ۱٪ از دیگر عنصرها ساخته شده است.
فرانک کلارک، زمین‌شناس سرشناس محاسبه کرده است که کمی بیش از ۴۷٪ پوستهٔ زمین از اکسیژن ساخته شده است. بیشتر سنگ‌های سازندهٔ پوستهٔ زمین از مواد اکسیدشده ساخته شده‌اند. البته کلر، گوگرد و فلوئور در این مورد استثناء هستند و مقدار آن‌ها در سنگ‌ها معمولاً کمتر از ۱٪ است. اکسیدهای مهم عبارتند از: سیلیس، آلومینا، اکسید آهن، اکسید منیزیم، آهک، پتاس و سودا یا اکسید سدیم. در میان اکسیدهای گفته شده، سیلیس از همه مهم‌تر است. کلارک نتیجه‌گیری کرده است که ۹۹٫۲۲٪ از مواد پوستهٔ زمین از ۱۱ اکسید ساخته شده‌اند. این مواد در جدول کناری آمده‌اند.

### ساختار درونی
درون زمین را مانند دیگر سیاره‌های خاکی می‌توان بسته به تفاوت‌های شیمیایی و فیزیکی (رئولوژی) که در آن دیده می‌شود، به چندین لایه تقسیم کرد. زمین برخلاف دیگر سیاره‌های خاکی از دو هستهٔ بیرونی و درونی جدا از هم ساخته شده است. لایهٔ بیرونی زمین که پوسته نام دارد، جامد است و بیشتر از سیلیکات‌ها ساخته شده است. درست در زیر پوسته، گوشتهٔ جامد، لایه‌ای با گرانروی بسیار بالا قرار دارد. پوسته و گوشته با کمک لایه‌ای به نام ناپیوستگی موهوروویچیچ از هم جدا می‌شوند. ضخامت پوسته در نقاط گوناگون زمین تغییر می‌کند، این ضخامت به‌طور متوسط در زیر اقیانوس‌ها حدود ۶ کیلومتر است و در بخش‌های قاره‌ای به ۳۰ تا ۵۰ کیلومتر هم می‌رسد. مجموعهٔ پوسته و ناحیهٔ بالایی گوشته که سرد و سخت است روی هم لیتوسفر نام دارد. زمین‌ساخت بشقابی یا همان صفحه‌های تکتونیکی مربوط به لیتوسفر است. در زیر لیتوسفر، لایهٔ آستنوسفر قرار دارد. این لایه به نسبت از گرانروی کمتری برخوردار است به گونه‌ای که لیتوسفر بر روی آن روان است. دگرگونی‌های مهم در ساختار بلوری در گوشته در عمقی میان ۴۱۰ تا ۶۶۰ کیلومتری از سطح زمین رخ می‌دهد. این بازه، که ناحیهٔ گذار نام دارد، گوشتهٔ بیرونی و درونی را از یکدیگر جدا می‌کند. در زیر گوشته، لایه‌ای با گرانروی بسیار کم قرار دارد، این لایه که هستهٔ بیرونی نام دارد بر روی لایهٔ جامد و در حال گردش هستهٔ درونی جای گرفته است.
| برشی از مقطع زمین، از مرکز تا سطح آن، این شکل برپایهٔ اندازه‌های واقعی نیست. | عمق (کیلومتر) | نام لایه     | چگالی g/cm۳ |
| -------------------------------------------------------------------------- | ------------- | ------------ | ----------- |
| برشی از مقطع زمین، از مرکز تا سطح آن، این شکل برپایهٔ اندازه‌های واقعی نیست. | ۰–۶۰          | لیتوسفر      | —           |
| برشی از مقطع زمین، از مرکز تا سطح آن، این شکل برپایهٔ اندازه‌های واقعی نیست. | ۰–۳۵          | پوسته        | ۲٫۲–۲٫۹     |
| برشی از مقطع زمین، از مرکز تا سطح آن، این شکل برپایهٔ اندازه‌های واقعی نیست. | ۳۵–۶۰         | گوشتهٔ بالایی | ۳٫۴–۴٫۴     |
| برشی از مقطع زمین، از مرکز تا سطح آن، این شکل برپایهٔ اندازه‌های واقعی نیست. | ۳۵–۲۸۹۰       | گوشته        | ۳٫۴–۵٫۶     |
| برشی از مقطع زمین، از مرکز تا سطح آن، این شکل برپایهٔ اندازه‌های واقعی نیست. | ۱۰۰–۷۰۰       | استنوسفر     | —           |
| برشی از مقطع زمین، از مرکز تا سطح آن، این شکل برپایهٔ اندازه‌های واقعی نیست. | ۲۸۹۰–۵۱۰۰     | هستهٔ بیرونی  | ۹٫۹–۱۲٫۲    |
| برشی از مقطع زمین، از مرکز تا سطح آن، این شکل برپایهٔ اندازه‌های واقعی نیست. | ۵۱۰۰–۶۳۷۸     | هستهٔ درونی   | ۱۲٫۸–۱۳٫۱   |

### گرما
گرمای ناشی از یکپارچگی زمین در اثر نیروی گرانشی میان اجزای آن (نزدیک ۲۰٪) و گرمای تولید شده در اثر واپاشی هسته‌ای (۸۰٪) به اتفاقِ هم باعث گرم شدن درون زمین می‌شوند. ایزوتوپهای اصلی که باعث پیدایش این گرما می‌شوند عبارتند از: پتاسیم ۴۰، اورانیم ۲۳۸، اورانیم ۲۳۵ و توریم ۲۳۲. در مرکز زمین دما به بیش از ۷۰۰۰ کلوین و فشار به بیش از ۳۶۰ گیگا پاسکال می‌رسد. از آنجایی که گرمای درونی زمین بیشتر از واپاشی هسته‌ای به وجود می‌آید، دانشمندان برآورد می‌کنند که در آغاز تاریخ زمین، هنگامی که ایزوتوپ‌های با نیمه عمر کوتاه هنوز از دست نرفته بودند، گرمای تولیدی بسیار بیشتر از این مقدار بوده است. برای نمونه در سه میلیارد سال پیش این مقدار دو برابر گرمای تولیدی در عصر حاضر بوده است.
| ایزوتوپ | گرمای آزاد شده W/kg ایزوتوپ | نیمه عمر سال | غلظت میانگین در گوشته kg ایزوتوپ/kg گوشته | گرمای آزاد شده W/kg گوشته |
| ------- | --------------------------- | ------------ | ----------------------------------------- | ------------------------- |
| ۲۳۸U    | ۹٫۴۶ × ۱۰−۵                 | ۴٫۴۷ × ۱۰۹   | ۳۰٫۸ × ۱۰−۹                               | ۲٫۹۱ × ۱۰−۱۲              |
| ۲۳۵U    | ۵٫۶۹ × ۱۰−۴                 | ۷٫۰۴ × ۱۰۸   | ۰٫۲۲ × ۱۰−۹                               | ۱٫۲۵ × ۱۰−۱۳              |
| ۲۳۲Th   | ۲٫۶۴ × ۱۰−۵                 | ۱٫۴۰ × ۱۰۱۰  | ۱۲۴ × ۱۰−۹                                | ۳٫۲۷ × ۱۰−۱۲              |
| ۴۰K     | ۲٫۹۲ × ۱۰−۵                 | ۱٫۲۵ × ۱۰۹   | ۳۶٫۹ × ۱۰−۹                               | ۱٫۰۸ × ۱۰−۱۲              |

زمین به‌طور متوسط در هر متر مربع ۸۷ mW گرما از دست می‌دهد که در مجموع توان زمین در از دست دادن گرما برابر با ۴٫۴۲ × ۱۰۱۳ W خواهد بود.

### صفحه‌های زمین‌ساخت
| Shows the extent and boundaries of tectonic plates, with superimposed outlines of the continents they support |               |
| نام صفحه | مساحت ۱۰۶ km۲ |
| صفحهٔ اقیانوس آرام                                                                                             | ۱۰۳٫۳         |
| صفحهٔ آفریقا                                                                                                   | ۷۸٫۰          |
| صفحهٔ آمریکای شمالی                                                                                            | ۷۵٫۹          |
| صفحهٔ اوراسیا                                                                                                  | ۶۷٫۸          |
| صفحهٔ جنوبگان                                                                                                  | ۶۰٫۹          |
| صفحهٔ هند-استرالیا                                                                                             | ۴۷٫۲          |
| صفحهٔ آمریکای جنوبی                                                                                            | ۴۳٫۶          |

لیتوسفر، لایهٔ سخت بیرونی زمین به چندین تکه شکسته شده است که به این تکه‌ها، صفحه‌های زمین‌ساخت (به انگلیسی: tectonic plate) گفته می‌شود. این تکه‌های سخت کوچکتر می‌توانند نسبت به یکدیگر جابجا شوند. جابجایی و تغییر مرز این صفحه‌های کوچکتر نسبت به هم می‌تواند به سه صورت باشد: مرزهای همگرا (Convergent boundaries) که در آن دو صفحه به هم نزدیک می‌شوند، مرزهای واگرا (Divergent boundaries) که در آن دو تکه از هم دور می‌شوند یا دو تکهٔ به هم پیوسته خرد می‌شوند و دگرگونی مرزها (Transform boundaries) که در آن دو صفحه بر روی یکدیگر سُر می‌خورند و جابجایی جانبی دارند. زمین‌لرزه، فعالیت آتشفشانی، ساخت کوه و پیدایش درازگودال همگی می‌توانند در مرز این صفحه‌ها روی دهند.
هفت صفحهٔ اصلی عبارتند از: صفحهٔ اقیانوس آرام یا صفحهٔ آرام، صفحهٔ آمریکای شمالی، صفحهٔ اوراسیا، صفحهٔ آفریقا، صفحهٔ جنوبگان یا آنتارکتیک، صفحهٔ اینداسترالیا یا هند-استرالیا و صفحهٔ آمریکای جنوبی. از میان دیگر صفحه‌ها می‌توان به صفحهٔ عربستان، کارائیب، نازکا در ساحل غربی آمریکای جنوبی و صفحهٔ اسکوشیا در جنوب اقیانوس اطلس اشاره کرد. صفحهٔ استرالیا و هند نزدیک به ۵۰ تا ۵۵ میلیون سال پیش با هم یکی شده‌اند. صفحه‌های اقیانوسی در جابجایی از دیگران سریع‌ترند و در این میان صفحهٔ کوکوز با سرعتی برابر با ۷۵ میلی‌متر در سال و صفحهٔ آرام با ۵۲ تا ۶۹ میلی‌متر در سال، از همه سریع‌تر جابجا می‌شوند. کندترین صفحه در جابجایی صفحهٔ اورسیا است که نزدیک به ۲۱ میلی‌متر در سال جابجا می‌شود.

### سطح
پستی و بلندی‌های زمین از جایی به جای دیگر تفاوت می‌کند. نزدیک به ۷۰٫۸٪ سطح زمین پوشیده از آب است. و بیشتر فلات قاره پایین‌تر از تراز دریا است. خاکی که در زیر آب‌ها قرار دارد خود دارای رشته‌کوه، دره و آتشفشان زیر آب است. همچنین در زیر آب، درازگودال، درهٔ عمیق و باریک زیردریایی، صفحه‌های زمین‌ساخت اقیانوسی و جلگه در عمق اقیانوس و دریا وجود دارد. ۲۹٫۲٪ باقی‌مانده از سطح زمین که از آب پوشیده نیست از کوه، بیابان، جلگه و دیگر پدیده‌های زمین‌شناسی ساخته شده است.
ناهمواری‌های روی زمین در گذر دوره‌های گوناگون دستخوش دگرگونی و فرسایش شده است. ناهمواری‌های سطح زمین در اثر بارندگی، هوازدگی، چرخه‌های گرمایی و دگرگونی‌های شیمیایی، پیوسته ساخته می‌شوند و دوباره فرسایش می‌یابند یا دچار تغییر شکل می‌شوند. یخگیری، فرسایش ساحلی، ساخته شدن آب‌سنگ مرجانی و برخورد شهاب‌سنگ‌ها با زمین از جمله عامل‌های دیگری اند که می‌توانند باعث دگرگونی چهرهٔ زمین شوند.

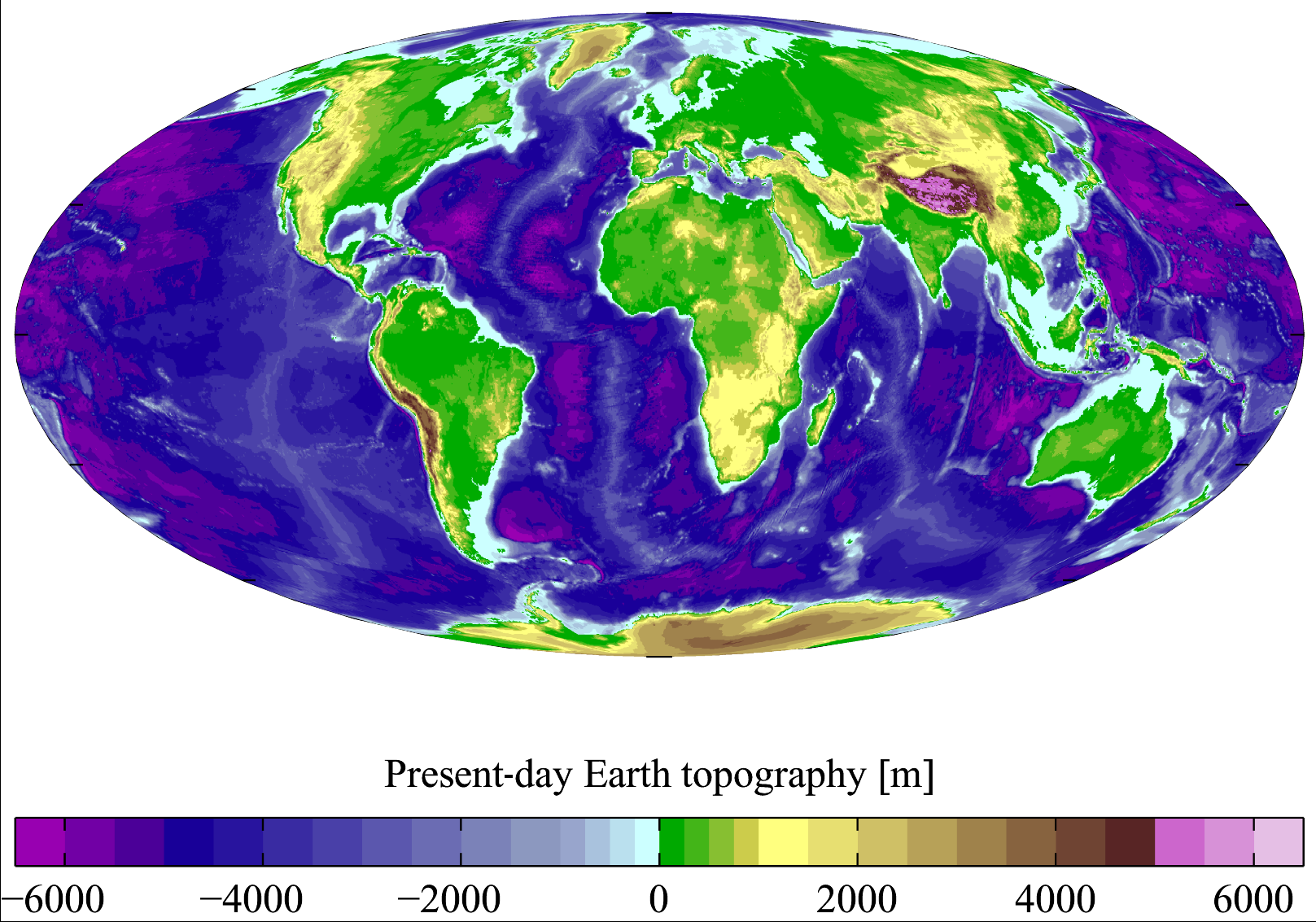
نقشهٔ ناهمواری‌های امروز زمین، داده‌ها گرفته شده از [http://www.ngdc.noaa.gov/mgg/topo/ مرکز داده‌های نشنال جئوگرافیک

بخشی از پوستهٔ زمین از سنگ‌هایی با چگالی کم مانند سنگ‌های آذرین، سنگ خارا و آندزیت ساخته شده است. سنگی مانند بازالت که سازندهٔ اصلی کف اقیانوس‌ها است و خود از آذرین‌های با چگالی بیشتر است، کمتر در پوستهٔ زمین دیده می‌شوند. گونهٔ دیگر سنگ‌ها، سنگ‌های رسوبی است که از انباشته و فشرده شدن مواد ته‌نشینی ساخته می‌شود. نزدیک به ۷۵٪ صفحه‌های قاره‌ای از سنگ‌های رسوبی پوشیده شده است. با این حال این گونهٔ سنگ، تنها ۵٪ پوستهٔ زمین را می‌سازند. گونهٔ سوم سنگ‌ها، سنگ‌های دگرگون است که از دگرگونی سنگ‌هایی که پیشتر در زمین بوده‌اند با وارد شدن گرما یا فشار بسیار بالا یا هر دو ساخته می‌شوند. فراوان‌ترین کانی‌های سیلیکاتی در سطح زمین عبارتند از: کوارتز، فلدسپات، آمفیبول، میکا، پیروکسن و الیوین. همچنین از جمله کانی‌های کربناتی فراوان می‌توان به کلسیت (که در سنگ آهک پیدا می‌شود) و دولومیت اشاره کرد.
خاک‌سپهر بیرونی‌ترین لایهٔ زمین است که از خاک ساخته شده و خود در فرایندهای ساخت خاک درگیر است. این لایه، لایهٔ ارتباط دهنده میان لیتوسفر، هواکُره، آب‌کُره و زیست‌کُره است. امروزه در مجموع ۱۳٫۳۱٪ از خاک زمین، ویژهٔ کشاورزی است؛ که از آن میان تنها ۴٫۷۱٪ آن همواره محصول می‌دهد. نزدیک به ۴۰٪ از خاک زمین به عنوان چراگاه و کشتزار کاربرد دارد به عبارت دیگر ۱٫۳×۱۰۷ کیلومتر مربع برای کشتزار و ۳٫۴×۱۰۷ کیلومتر مربع برای چراگاه است.
بلندی ناهمواری‌های زمین از ۴۱۸- متر در دریای مرده آغاز می‌شود و به ۸٬۸۴۸ در قلهٔ اورست می‌رسد (برآورد شده در سال ۲۰۰۵). میانگین بلندی ناهمواری‌های زمین از سطح دریا ۸۴۰ متر است.

### آب‌کُره یا هیدروسفر

نمودار بلندی‌های پوستهٔ زمین

فراوانی آب در سطح زمین، عاملی است که باعث شده زمین نسبت به دیگر سیاره‌های سامانهٔ خورشیدی متفاوت باشد و نام «سیارهٔ آبی» بر آن گذاشته شود. هیدروسفر زمین عبارت است از تمام آب‌های سطح زمین، از دریاها، دریاچه‌ها، رودخانه‌ها و آب‌های زیرزمینی تا عمق ۲۰۰۰ متری، گرفته تا آب اقیانوس‌ها همگی در عنوان آب‌کره یا هیدروسفر جای می‌گیرند. عمیق‌ترین جایی از زمین که در آن می‌توان آب زیرزمینی پیدا کرد، گودال چلنجر و درازگودال ماریانا در اقیانوس آرام در عمق ۱۰٬۹۱۱٫۴ متری است.
جرم اقیانوس‌ها ۱٫۳۵×۱۰۱۸ تن، برابر با ۱/۴۴۰۰ از جرم کل زمین زمین است. سطح پوشش اقیانوس‌ها  ۳٫۶۱۸×۱۰۸ کیلومتر مربع و عمق متوسط آن در سراسر زمین ۳٬۶۸۲ متر است؛ که اگر حجم آن را برآورد کنیم حجمی نزدیک به ۱٫۳۳۲×۱۰۹ کیلومتر مکعب می‌شود. اگر آب اقیانوس‌ها در تمام سطح زمین گسترده می‌شد در آن صورت عمق اقیانوس‌ها بیش از ۲٫۷ کیلومتر می‌شد. نزدیک به ۹۷٫۵ درصد از آب‌های موجود در سطح زمین شور و ۲٫۵ درصد شیرین است که ۶۸٫۷درصد آب‌های شیرین در حال حاضر یخ زده‌اند.
متوسط نمک موجود در آب اقیانوس‌ها ۳۵ گرم در یک کیلوگرم از آب دریا است. (۳۵‰) این نمک از راه فعالیت‌های آتشفشانی یا از حل شدن نمک‌های موجود در سنگ‌های آذرین سرد شده وارد آب‌ها شده است. همچنین اقیانوس‌ها مخزن گازهای جو زمین نیز هستند. این گازها که در آب حل شده‌اند، برای ادامهٔ زندگی بسیاری از گونه‌های حیات در زیر آب، ضروری‌اند. آب دریاها نقش مهمی در چگونگی آب و هوای جهان دارد. در این میان اقیانوس‌ها به عنوان یک منبع گرمایی بزرگ عمل می‌کنند. جابجایی و دگرگونی دما در گسترهٔ اقیانوس باعث جابجایی‌های بزرگی در دمای هوا می‌شود. برای نمونه می‌توان از ال‌نینیو یاد کرد.

### هوا کُره
فشار هوا در سطح زمین به صورت میانگین ۱۰۱٬۳۲۵ کیلو پاسکال است و بلندای آن تا ۸٫۵ کیلومتر اندازه‌گیری شده است. می‌توان گفت ۷۸٪ آن از نیتروژن، ۲۱٪ آن از اکسیژن ساخته شده است. همچنین اندکی از گازهای بخار آب، دی‌اکسید کربن و دیگر مولکول‌های گازی می‌توان در آن پیدا کرد. بلندای گشت‌سپهر بسته به عرض جغرافیایی متفاوت است برای نمونه در دو قطب ۸ کیلومتر و در استوا ۱۷ کیلومتر است. البته آب و هوا و عامل‌های فصلی هم می‌توانند اثرگذار باشند.
زیست‌کرهٔ زمین توانسته است دگرگونی‌های بزرگی در هواکره پدیدآورد. پیشینهٔ اکسیژنی که از فرایند نورساخت در هواکره تولید شده به تقریباً ۲۷۰۰ میلیون سال پیش بازمی‌گردد. این فرایند (رویداد بزرگ اکسیژنی)، سازکار هواشناسی زمین را دگرگون کرد. لایه‌ای از گاز اوزون را ساخت که پوششی برای زمین در برابر پرتوهای فرابنفش آمده از نور سفید خورشید بود و امکان جابجایی برخی گازهای ارزشمند مانند بخار آب را فراهم کرد. همچنین هواکره باعث می‌شد تا شهاب‌وارهای کوچک پیش از برخورد با زمین در آسمان بسوزند. هواکره در متعادل کردن دمای زمین هم مؤثر است. در این پدیده که اثر گلخانه‌ای نام دارد گرمایی که از سطح زمین بیرون رفته است در میان مولکول‌های هواکره نگه داشته می‌شود. بخار آب، دی‌اکسید کربن، متان و اوزون از گازهای گلخانه‌ای اصلی در هواکرهٔ زمین‌اند. اگر چنین پدیده‌ای نبود، میانگین دمای زمین به جای ۱۵ درجهٔ سانتی‌گراد که اکنون است، باید ۱۸- درجه می‌شد که در این دما امکان پدیدار شدن زندگی بسیار پایین است.

#### آب و هوا
نوشتار اصلی: آب و هوا و اقلیم

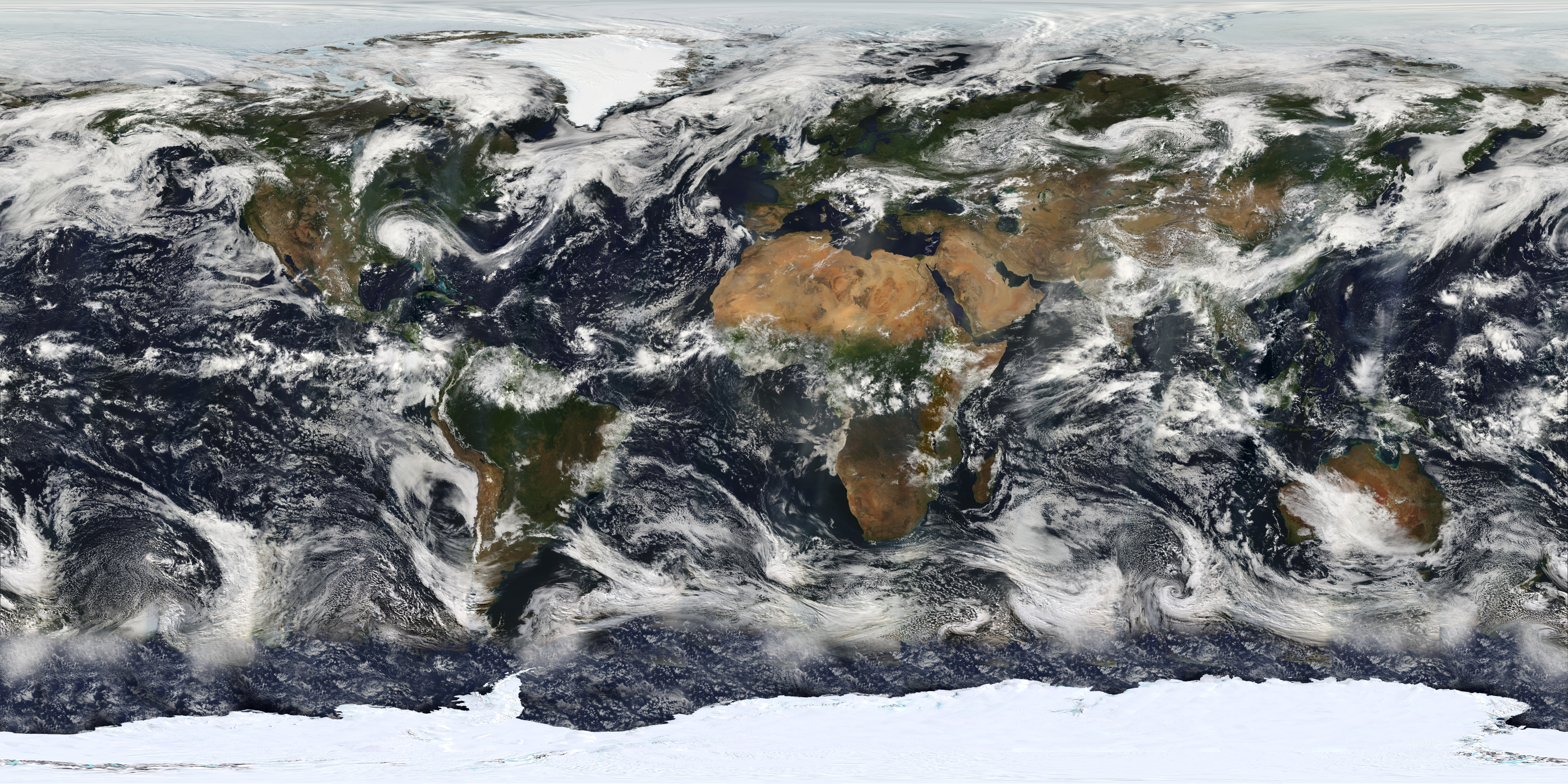
تصویربرداری ماهواره‌ای ناسا از پوشش ابری زمین

هواکرهٔ زمین دارای مرز روشنی نیست. کم‌کم نازک و نازک‌تر می‌شود تا آن که در پایان در فضای بیرونی ناپدید می‌گردد. سه-چهارم جرم هواکره در ۱۱ کیلومتر نخست از سطح زمین جای گرفته است. پایین‌ترین لایهٔ آن تروپوسفر نام دارد. انرژی آمده از سوی خورشید باعث گرم شدن این لایه و سطح زیرین آن و در نتیجه پراکنده گشتن هوا می‌گردد، آنگاه لایهٔ هوای با چگالی کمتر بالا می‌رود و جای آن را لایهٔ سردتر که چگالی بیشتری دارد، پُر می‌کند. نتیجهٔ این فرایند چرخهٔ هواکره است که باعث پخش شدن انرژی گرمایی در زمین می‌شود.
نخستین چرخه‌های هواکره‌ای از دسته‌هایی از باد بسامانها در منطقهٔ استوایی، پایین‌تر از عرض جغرافیایی °۳۰ و بادهای بیش‌وز در عرض جغرافیایی میانی که خود عبارت است از منطقهٔ میان °۳۰ و °۶۰ ساخته شده بود. همچنین جریان‌های اقیانوسی عامل‌های مهمی در چگونگی آب و هوا دارند، به ویژه گردش دماشوری که انرژی گرمایی به‌دست آمده از منطقهٔ اقیانوسی استوایی را میان منطقه‌های قطبی بخش می‌کند.
بخار آبی که در سطح زمین پدید آمده است چون دمای بالاتری دارد به کمک جریان‌های هوا به بالا می‌رود. این بخار آب متراکم می‌شود و به صورت بارندگی به زمین بازمی‌گردد. بیشتر آب به‌دست آمده به کمک رودخانه‌ها به سوی زمین‌های پست‌تر رانده می‌شود و بیشتر رودخانه‌ها آب را به اقیانوس‌ها و دریاها بازمی‌گردانند و برخی آن را در دریاچه جمع‌آوری می‌کنند. چرخهٔ آب ساز و کاری حیاتی برای ادامهٔ زندگی در زمین است و البته عامل مهمی در فرسایش سطح زمین در طول دوره‌های زمین‌شناسی بوده است. بارندگی در زمین می‌تواند بسیار گسترده باشد در بعضی منطقه‌ها به‌اندازهٔ چند متر در سال باران می‌بارد و در برخی دیگر کمتر از یک میلی‌متر در سال. چرخهٔ هواکره‌ای، پستی بلندی‌های زمین و تفاوت دما همگی از عامل‌هایی‌اند که در میانگین بارندگی در هر منطقه تأثیر می‌گذارند.

#### هواکُرهٔ بالایی

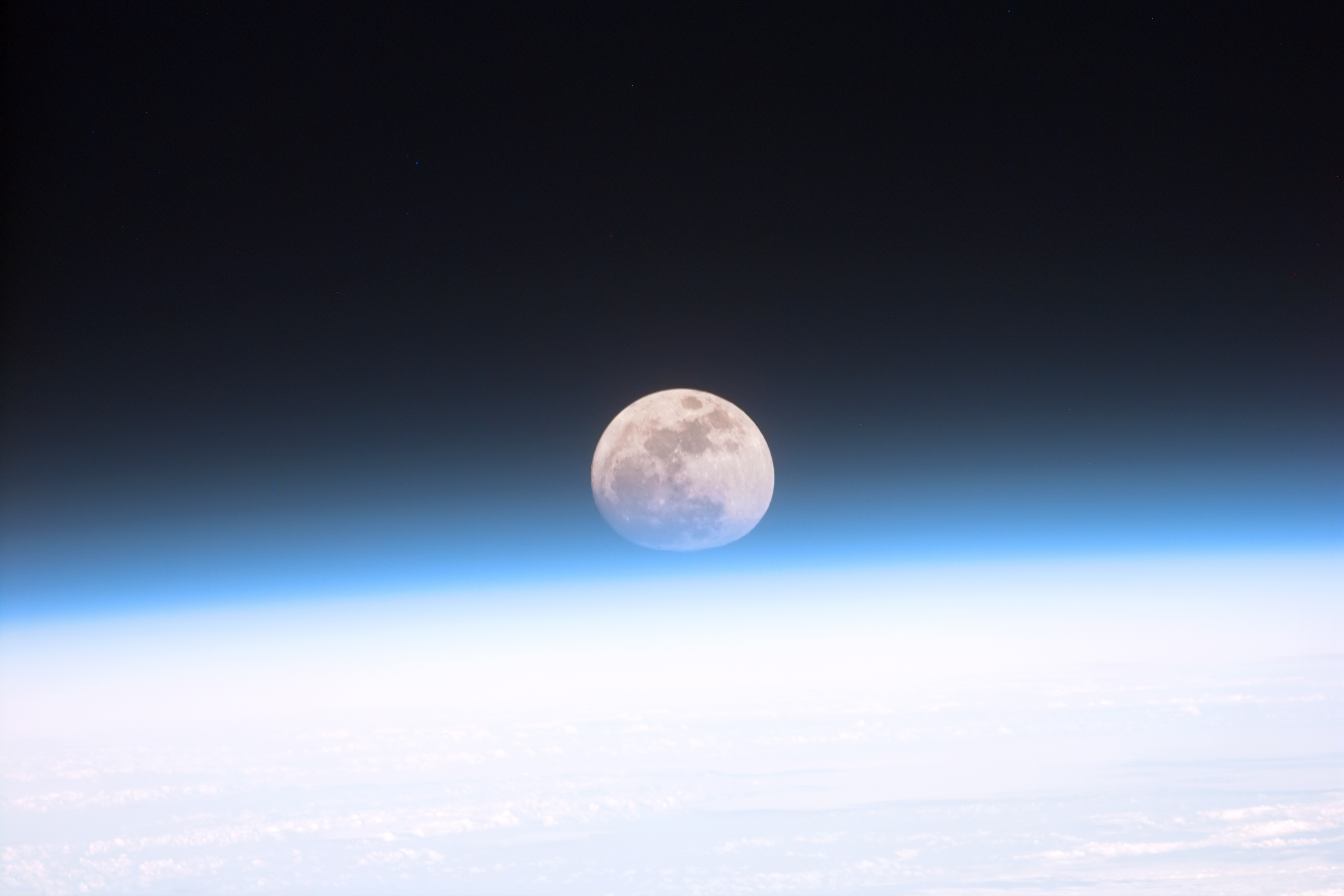
در این منظره بخشی از ماه زیر هواکُرهٔ زمین پنهان شده و بخشی به صورت تغییر شکل یافته دیده می‌شود. نگاره از ناسا

در بالای تروپوسفر، معمولاً هواکره به بخش‌های استراتوسفر، مزوسفر و ترموسفر تقسیم می‌شود. هر لایه یک بازهٔ مربوط به خود دارد که در آن دما نسبت به ارتفاع تغییر می‌کند. فراتر از همهٔ این‌ها لایهٔ اگزوسفر جای دارد که آن قدر نازک می‌شود تا به مغناط‌کره برسد. جایی که میدان مغناطیسی زمین با بادهای خورشیدی اندرکنش دارد.
انرژی گرمایی باعث می‌شود برخی از مولکول‌ها که در بالاترین لایهٔ هواکرهٔ زمین‌اند سرعتشان افزایش یابد تا به جایی برسد که بتوانند از پوشش گرانش زمین بگریزند و به فضا روند. این پدیدهٔ نشت هواکره به فضا، به آرامی ولی پایدار روی می‌دهد. چون مولکول‌های آزاد هیدروژن وزن مولکولی کمی دارند و می‌توانند آسان‌تر از دیگران به سرعت گریز نزدیک شوند و به بیرون از هواکره نشت کنند. پدیدهٔ نشت هیدروژن، زمین را به این سو هُل داده، که از یک سیارهٔ کاهنده به یک سیارهٔ اکساینده دگرگون شود. پدیدهٔ نورساخت سرچشمهٔ اکسیژن آزاد است. اما عامل‌های کاهنده مانند هیدروژن خود پیش‌شرط مورد نیاز برای گسترش و انباشته شدن اکسیژن در هواکره‌اند. بنابراین توان هیدروژن در گریز از هواکرهٔ زمین بر طبیعت زندگی پدید آمده در این سیاره تأثیر گذاشته است. در سیارهٔ سرشار از اکسیژنی که امروز ما داریم بیشتر هیدروژن پیش از آنکه بتواند از زمین بگریزد به آب تبدیل شده است. به جای آن بیشتر کمبود هیدروژن با متلاشی شدن مولکول‌هایی مانند متان جبران می‌شود.

#### گرم شدن زمین

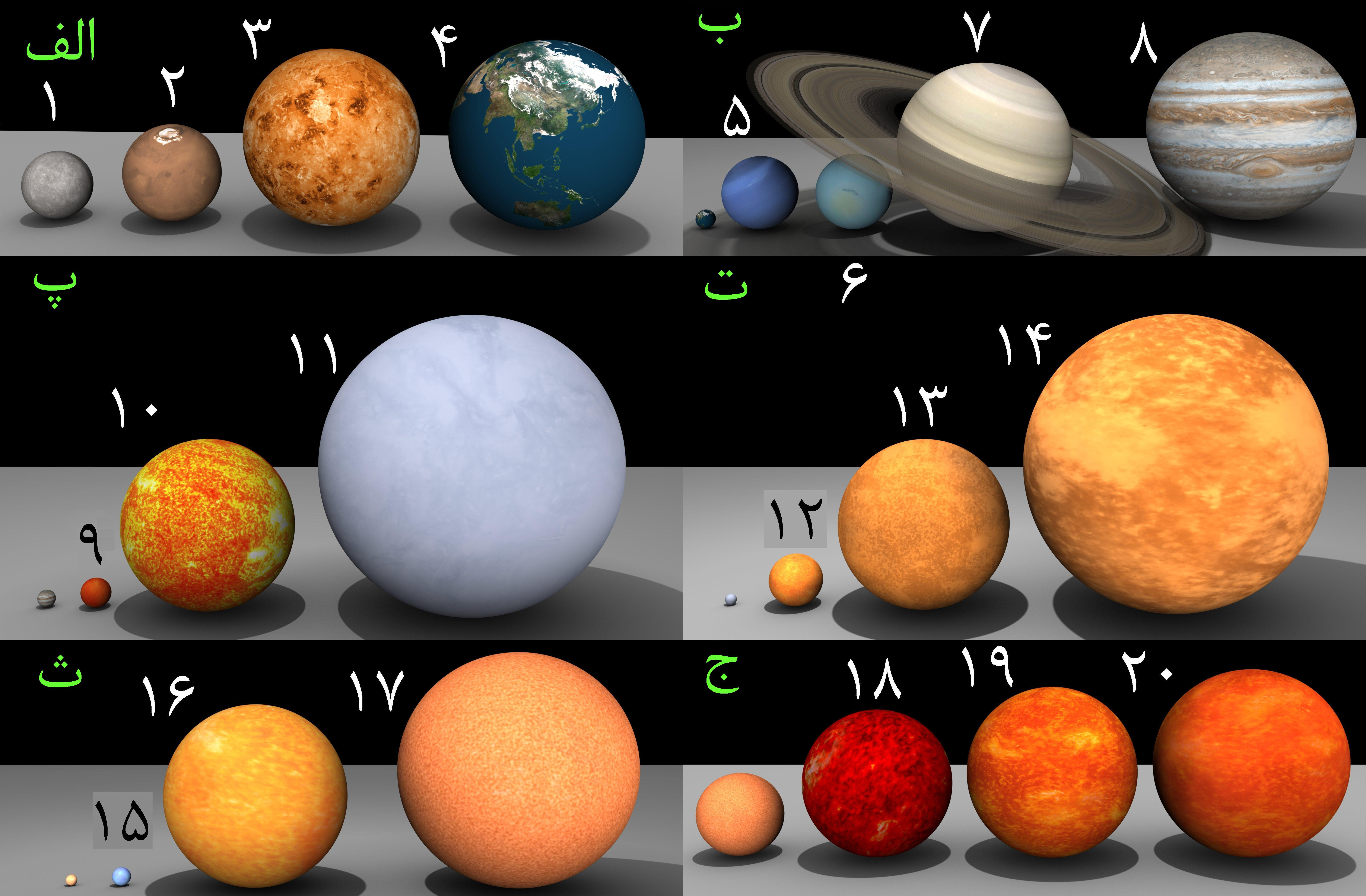
هم‌سنجی سیاره‌های سامانهٔ خورشیدی با تعدادی از ستاره‌های مشهور: الف: زمین (۴) > ناهید (۳) > مریخ (۲) > تیر (۱) ب: مشتری (۸) > زحل (۷) > اورانوس(۶) > نپتون (۵) > زمین (بدون شماره) پ: شباهنگ (۱۱) > خورشید (۱۰) > ولف ۳۵۹ (۹) > مشتری (بدون شماره) ت: دبران (۱۴) > نگهبان شمال (۱۳) > رأس پیکر پسین (۱۲) > شباهنگ (بدون شماره) ث: ابط‌الجوزا (۱۷) >قلب عقرب (۱۶) > پای شکارچی (۱۵) > دبران (بدون شماره) ج: وی‌وای سگ بزرگ (۲۰) >وی‌وی قیفاووس (۱۹) > مو قیفاووس (۱۸) > ابط‌الجوزا (بدون شماره)

گازهای اصلی تشکیل دهنده اتمسفر زمین، یعنی نیتروژن و اکسیژن، گاز گلخانه‌ای نیستند. دلیل آن این است که گازهای دواتمی مانند این دو، اشعه فروسرخ را نه جذب و نه تابش می‌کنند. دی‌اکسید کربن گاز گلخانه‌ای اصلی در اتمسفر است. برای اعصار متمادی درصد آن در جو پایدار مانده است، اما متأسفانه سوختن سوخت‌های فسیلی (که دارای کربن ذخیره شده هستند) به سرعت در حال افزایش دی‌اکسید کربن است که به‌طور قطع بیشترین سهم را در این حقیقت که دمای زمین در حال بالا رفتن است، دارد - پدیدهای موسوم به گرم شدن زمین.
بخار آب یکی از گازهای گلخانه‌ای است که عملاً بیشترین سهم را در اثر گلخانه‌ای دارد، یعنی چیزی بین ۳۶٪ تا ۶۶٪. مقدار بخار آب موجود در هوا از جایی به جای دیگر تفاوت چشمگیر دارد، اما در کل، فعالیت انسان بر میزان غلظت آن تأثیر مستقیم ندارد (مگر در جاهایی مثل زمین‌های آبیاری شده) و اثرات آن بر آب و هوای زمین ثابت مانده است.
هم‌اکنون مقدار دو گاز گلخانه‌ای دیگر هم در حال افزایش است:
1. توانایی حفظ حرارت در متان ۲۰ برابر دی‌اکسید کربن است. ما هر ساله ۵۰۰ میلیون تن متان به جو اضافه می‌کنیم. این کار از طریق پرورش دام، معادن زغال‌سنگ، کندوکاو برای نفت و گاز طبیعی، مزارع برنج و پوسیدگی زباله در محل انباشت آن صورت می‌گیرد.
2. هرساله بین ۷ تا ۱۳ میلیون تن اکسید نیتروژن، ناشی از کودهای نیتروژنی، فضولات حیوانی و انسانی و اگزوز خودروها، به جو وارد می‌شود.

بیش از دو درجه افزایش در دمای متوسط زمین می‌تواند عواقب بسیار زیان‌باری برای نسل بشر به بار آورد و به همین دلیل موضوع با جدیت در حال پیگیری است.

### میدان مغناطیسی

نمایی از میدان مغناطیسی زمین. در این نگاره بادهای خورشیدی از چپ به راست می‌وزد.

میدان مغناطیسی زمین بیشتر مانند یک دوقطبی مغناطیسی بزرگ است که می‌توان گفت قطب‌های آن بر روی قطب‌های جغرافیایی این سیاره افتاده است. در کمربند یا خط استوای میدان مغناطیسی شدت میدان مغناطیسی در سطح زمین به ۳٫۰۵ × ۱۰−۵ تسلا و گشتاور مغناطیسی آن به ۷٫۹۱ × ۱۰۱۵ تسلا. مترمکعب می‌رسد. بر پایهٔ نظریهٔ دینامو، این میدان در منطقهٔ هستهٔ بیرونی که مایع است ساخته شده است. در هستهٔ بیرونی گرمای زیاد و رسانش گرمایی باعث جابجایی مواد رسانای درون آن می‌شود که این پدیده خود باعث پدید آمدن جریان‌های الکتریکی و از آن میدان مغناطیسی زمین می‌گردد. جابجایی مواد در هستهٔ بیرونی با هرج و مرج همراه است و باعث می‌شود که قطب‌های میدان مغناطیسی در بازه‌های زمانی گوناگون جابجایی‌هایی داشته باشد. از این رو در بازه‌های زمانی چند میلیون سال باید چشم به راه چند بار جابجایی در محل قطب‌های مغناطیسی زمین باشیم. برای نمونه، تازه‌ترین جابجایی دو قطب در ۷۰۰٬۰۰۰ سال پیش رخ داده است.
میدان مغناطیسی زمین، در گِرداگرد آن مغناط‌کره را پدیدآورده است. مغناط‌کره راستای وزش بادهای خورشیدی را کج می‌کند و نمی‌گذارد که به زمین برسند. ناحیهٔ شوک تعظیم، جایی که بادهای خورشیدی در برخورد با میدان مغناطیسی زمین ناگهان سرعت خود را از دست می‌دهند، در فاصله‌ای به‌اندازهٔ ۱۳ برابر شعاع زمین جای دارد. برخورد میان بادهای خورشیدی و میدان مغناطیسی کمربند وان آلن را می‌سازد. یک جفت منطقهٔ هم مرکز چنبره مانند که جایگاه ذرات باردار پرانرژی است. هنگامی که پلاسما وارد هواکرهٔ زمین در منطقهٔ قطبی می‌شود، شفق قطبی را پدیدمی‌آورد.

## حرکات چندگانهٔ زمین

### حرکت انتقالی زمین به دور خورشید
حرکت انتقالی زمین که واحد سال نجومی نیز می‌باشد یک دور کامل زمین در مدار خود نسبت به یک ستاره ثابت، پیرامون خورشید است که مقدار آن ۳۶۵٫۲۵۶۴ شبانه‌روز معادل ۳۶۵ شبانه‌روز و ۶ ساعت و ۹ دقیقه و ۱۰ ثانیه است.
سرعت این حرکت زمین در مدار خود به دور خورشید یکسان نیست و در نزدیکی خورشید (هنگام حضیض) بیشترین سرعت و در فاصله دورتر خورشید (هنگام اوج) کمترین سرعت را دارد؛ و میانگین سرعت آن ۳۰ کیلومتر بر ثانیه است. با تعدیل محاسبه این حرکت نسبت به نقطه اعتدال، سال اعتدالی به‌دست می‌آید که ۲۰ دقیقه از سال نجومی و گردش انتقالی زمین کمتر است و در گاهشماری کاربرد دارد. با توجه به انحراف مدار انتقالی زمین نسبت به صفحه استوا، در یک دور حرکت انتقالی، میل زمین نسبت به خورشید و متقابل زاویهٔ تابش خورشید در روزهای سال متغیر خواهد بود و موجب تغییر نسبت ساعات شب به روز و تغییرات گسترده و تدریجی سالانهٔ آب و هوایی و دما بر کرهٔ زمین خواهد شد؛ که این تغییرات اقلیمی در چهار مرحلهٔ زمانی تقریباً مساوی به عنوان فصول چهارگانه در زمین نمایان می‌شود. حرکت انتقالی همچنین موجب تغییر ظاهری چهرهٔ سالانه آسمان شب می‌باشد.

### حرکت وضعی
حرکت وضعی زمین چرخشی است که زمین به دور خود انجام می‌دهد که این چرخش به سمت شرق است. زمین به دور محور شمالی و جنوبی‌اش در خلاف حرکت عقربه‌های ساعت می‌چرخد و دوران کامل آن، ۲۳ ساعت و ۵۶ دقیقه و ۴ ثانیه طول می‌کشد. از قاطع‌ترین آزمایش‌هایی که اثبات می‌کند زمین حول محورش در گردش است، آزمایش آونگ فوکو است که در این آزمایش، چرخش زمین به‌طور مستقیم مشاهده می‌شود.

### حرکت رقص محور
این حرکت بسیار کمتر است بنابراین تنها یک لرزش سینوسی در مدار زمین ایجاد می‌کند؛ که دلیل این امر جاذبه و چرخش ماه به دور زمین است.
مدار ماه نسبت به دائرةالبروج کج است؛ در نتیجه، صفحهٔ مداری آن دارای حرکت تقدیمی می‌باشد. یک چرخش، ۱۸/۶ سال طول می‌کشد و اختلالی با همین دوره تناوب در حرکت تقدیمی زمین ایجاد می‌کند. این اثر، معروف به رقص محوری، طول دائرةالبروجی را همراه با کجی دائرةالبروج تغییر می‌دهد. در اینجا محاسبات بسیار پیچیده‌تر است؛ اما خوشبختانه اختلالات ناشی از رقص محوری نسبتاً کوچک می‌باشد؛ یعنی تنها کسری از یک دقیقه قوسی.

### سرعت حرکت محوری زمین به دور خود

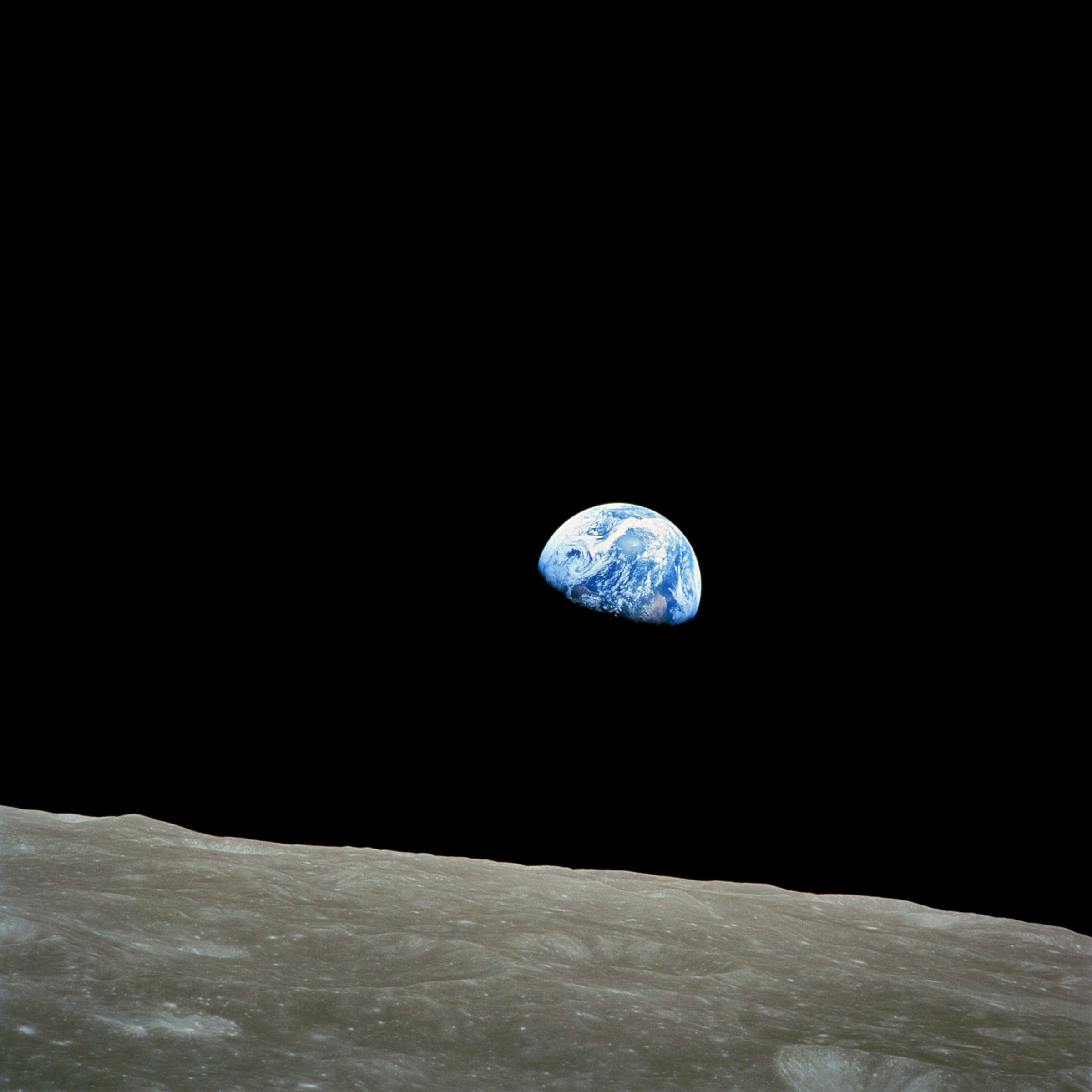
نمای زمین از کره ماه که در ۲۴ دسامبر ۱۹۶۸ به‌وسیله ویلیام بیل اندرس در سفر آپولو ۸ عکس‌برداری شده است.

سطح زمین با سرعت ۴۰۰۸۰ کیلومتر در شبانه روز حرکت می‌کند. این سرعت برابر با ۱۰۴۰ مایل بر ساعت یا ۱۶۷۰ کیلومتر بر ساعت است. (تقریباً نیم کیلومتر بر ثانیه) اندازه این سرعت از تقسیم محیط زمین در خط استوا به‌دست می‌آید. (حدود ۲۴۹۰۰ مایل یا ۴۰۰۷۰ کیلومتر) بر تعداد ساعات شبانه روز (۲۴) به دست می‌آید. با توجه به این که محیط زمین در قطبین به صفر نزدیک می‌شود، هنگامی که به سمت یکی از دو قطب حرکت می‌کنید. این سرعت تقریباً به صفر کاهش می‌یابد.
حرکت تقدیمی
حرکت تقدیمی حرکتی است که به موجب خم بودن محور زمین نسبت به مدار خود ایجاد می‌شود و در نتیجهٔ کشش گرانشی خورشید، ماه و سیاره‌ها بر برآمدگی استوای زمین به‌وجود می‌آید. این حرکت موجب می‌شود که نقاط اعتدال در میان صورت‌های فلکی به سمت مغرب حرکت کنند. محور چرخش زمین، مخروطی را طی ۲۵۷۶۵ سال طی می‌کند. در حال حاضر محور چرخشی زمین تقریباً در امتداد ستاره قطبی است ولی به‌دلیل این حرکت چند هزار سال دیگر نمی‌توان از این ستاره به‌عنوان ستارهٔ قطبی استفاده کرد.

### چرخش زمین به دور خودش
دورهٔ چرخش زمین نسبت به خورشید (میانگین روز خورشیدی) ۸۶٬۴۰۰ ثانیه است (درست‌تر آن ۸۶٬۴۰۰٫۰۰۲۵ ثانیه در دستگاه SI است). امروزه یک روز زمین کمی بلندتر از یک روز در سدهٔ ۱۹ میلادی است این به دلیل شتاب جزر و مدی است که هر روز به‌اندازهٔ ۰ تا ۲ میلی ثانیه از گذشته بلندتر شده است.

## زیست‌پذیری
سیاره‌ای که در آن امکان نگهداری زندگی وجود داشته باشد، زیست‌پذیر نام دارد؛ حتی اگر خود آن سیاره سرچشمهٔ پدیدار شدن زندگی نباشد. در زمین آب به صورت مایع پیدا می‌شود، پیرامونی که در آن مولکول‌های آلی پیچیده می‌توانند باهم در اندرکنش قرار گیرند و روی هم سوار شوند. همچنین انرژی کافی در دسترس است تا دگرگشت در آن ادامه یابد. فاصلهٔ زمین از خورشید، سرعت گردش آن به دور خود، شیب آن نسبت به محورش، پیشینهٔ زمین‌شناسی، نگهداری هواکُره در پیرامون خود و میدان مغناطیسی محافظ پیرامون زمین، همگی باعث شده‌اند تا چنین وضعیت آب و هوایی در زمین حاکم و امکان زندگی فراهم باشد.

### زیست‌کُره
بخش زیستی زمین، ساختار زندگی در زمین را «زیست‌کُره» می‌گویند. گمان آن می‌رود که برپایهٔ نظریه تکامل عُمر زندگی در زمین ۳٫۵ میلیارد سال باشد. خود زیست‌کُره به چندین زیست‌بوم تقسیم می‌شود. گونه‌های گیاهی و جانوری در هر زیست‌بوم به هم همانند است. بر روی خشکی، زیست‌بوم‌ها بر پایهٔ عرض جغرافیایی، بلندی از رویهٔ دریاها و رطوبت دسته‌بندی می‌شوند. توندراها که در مدار قطبی شمال و در مدار قطبی جنوب جای دارند یا منطقه‌های با ارتفاع بسیار بالا یا بسیار خشک را می‌توان گفت از زندگی گیاهی و جانوری تُهی اند؛ ولی در برابر آن سرزمین‌های مرطوب و پست منطقهٔ استوایی دارای بیشترین شمار گونه‌های گیاهی و جانوری‌اند.

## جغرافیای انسانی
همچنین مقالهٔ جهان را نیز ببینید. 
از گذشته تا امروز، نقشه‌نگاری، مطالعه و تلاش برای ساخت نقشه و در کل دانش جغرافیا همگی ابزارهایی بوده‌اند تا به کمک آن‌ها تصویری از زمین نگاشته شود. نقشه‌برداری، تعیین جای‌ها و فاصله‌ها، تا حدی ناوبری، تعیین موقعیت‌ها و راستاها، در امتداد نقشه‌نگاری و جغرافی گسترش یافته‌اند و اطلاعات مورد نیاز بیشتری را با کیفیت بالاتری فراهم کرده‌اند.
در ۳۱ اکتبر سال ۲۰۱۱، شمار ساکنان زمین به ۷٬۰۰۰٬۰۰۰٬۰۰۰ تَن رسید. بررسی‌ها نشان داده است که تا سال ۲۰۵۰ میلادی جمعیت جهان به ۹٫۲ میلیارد تن خواهد رسید. انتظار آن می‌رود که بیشتر این افزایش جمعیت در کشورهای در حال توسعه رخ دهد. میزان تراکم جمعیت در سراسر جهان بسیار گسترده و متفاوت است ولی این روشن است که بخش بزرگی از جمعیت جهان در آسیا زندگی می‌کند. همچنین انتظار آن می‌رود که تا سال ۲۰۲۰ میلادی ۶۰٪ جمعیت جهان شهرنشین باشند و بقیه روستانشین.
برآورد شده است که تنها یک-هشتم سطح زمین برای زندگی انسان مناسب باشد. سه-چهارم سطح زمین را اقیانوس‌ها پوشانده‌اند، و نیمی از خشکی‌های زمین، بیابان (۱۴٪)، کوه‌های بلند (۲۷٪)، یا دیگر خشکی‌هایی است که برای زندگی آدمی چندان مناسب نیست. شمالی‌ترین سکونت گاه همیشگی زمین برای انسان‌ها، آلرت نام دارد (۸۲°۲۸′N) که در جزیرهٔ السمیر در قلمرو نوناووت در کانادا قرار دارد. و جنوبی‌ترین آن، ایستگاه تحقیقاتی اسکات آمونسن در جنوبگان است که می‌توان گفت در قطب جنوب (۹۰°S) است.
بر پایهٔ داده‌های مارس ۲۰۱۲، بدون در نظر گرفتن سرزمین بی‌صاحب بیرطویل، میان مصر و سودان و بخش‌هایی از جنوبگان: روی هم رفته ۲۰۶ کشور در جهان وجود دارد؛ که در این شمارش، ۱۹۳ کشور عضو سازمان ملل متحد است. همچنین ۵۹ مورد هم قلمروهای وابسته‌اند و شماری هم سرزمین‌های خودمختار یا مورد اختلاف‌اند. از گذشته تاکنون، زمین هرگز یک فرمانروایی یکتا نداشته است که در سراسر زمین فرمان براند هرچند فرمانروایی‌هایی بوده‌اند که در دوره‌ای بر بیشتر بخش‌های زمین فرمان می‌رانده‌اند اما امروز از میان رفته‌اند.
سازمان ملل متحد یک سازمان بین‌المللی است که برای دخالت در اختلاف‌های میان ملت‌ها به وجود آمده است و تلاش می‌کند تا درگیری‌های نظامی میان کشورها را کاهش دهد. این سازمان جایی برای گفتگوهای میان کشورها و بحث دربارهٔ سیاست‌های کلی جهان و حقوق بین‌الملل است و اگر دیدگاه تمام کشورهای عضو، مثبت باشد در درگیری‌های نظامی هم دخالت می‌کند و ساز و کاری را برای این‌گونه درگیری‌ها در نظر می‌گیرد.
در ۱۲ آوریل ۱۹۶۱، یوری گاگارین نخستین انسانی بود که توانست مدار زمین را یک دور کامل بپیماید. تا ۳۰ ژوئیهٔ ۲۰۱۰ روی هم رفته ۴۸۷ تن توانسته‌اند فضای بیرونی زمین را از نزدیک ببینید و مدار زمین را بپیمایند و دوازده تن آن‌ها هم روی سطح ماه راه رفته‌اند. در حالت عادی تنها انسان‌هایی که در فضا هستند، کسانی اند که در ایستگاه فضایی بین‌المللی کار می‌کنند. هم‌اکنون کسانی که در ایستگاه کار می‌کنند شش نفر اند که هر شش ماه با افراد تازه جایگزین می‌شوند. دورترین فاصله‌ای که انسان تاکنون به آن سفر کرده است ۴۰۰٬۱۷۱ کیلومتری از زمین بوده است که در جریان پروژهٔ آپولو ۱۳ در سال ۱۹۷۰ به آن دست یافت.

## دیدگاه عمومی به زمین

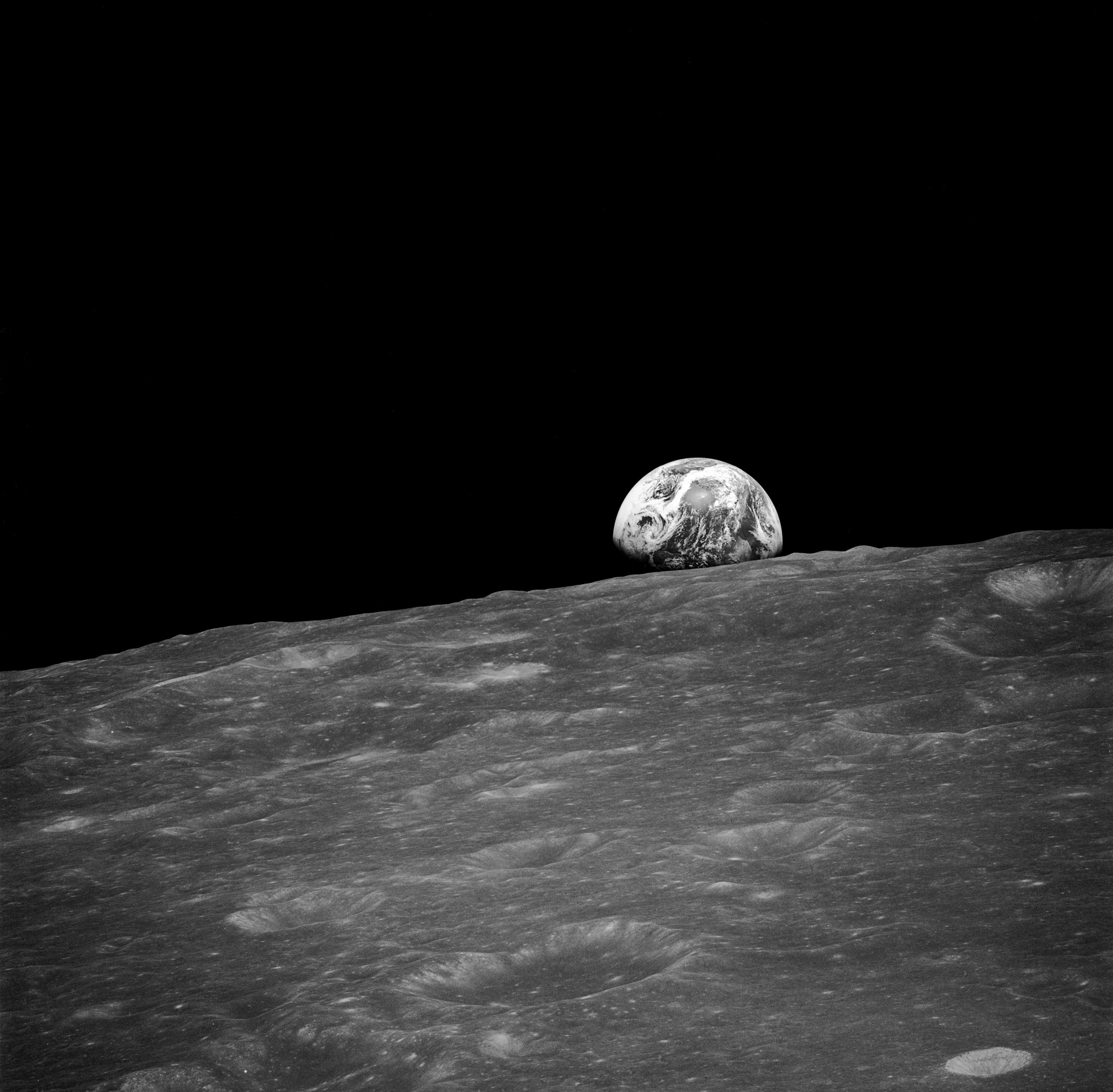
نخستین عکس گرفته شده از زمین توسط فضانوردان، در پروژهٔ آپولو ۸

نماد اخترشناسی برگزیده شده برای زمین یک صلیب است که پیرامون آن را یک دایره فراگرفته است. برخلاف دیگر سیاره‌های سامانهٔ خورشیدی، زمین تنها سیاره‌ای است که انسان‌ها تا سالیان دراز، آن را بدون حرکتِ به گرد خورشید می‌دانستند. باور دیگر دربارهٔ زمین صاف بودن آن بود، بسیاری از مردم تا سالیان دراز چنین می‌پنداشتند که زمین صاف است. اما پس از پیشرفت دانش، این باور با باور گِرد بودن زمین جایگزین شد.
مسلمانان معتقدند در دین اسلام چنین نبوده است؛ و در آیه‌هایی همچون مهد، مهاد، یسبحون و الراجفة زمین را به گهواره‌ای آرام مانند کرده که با وجود حرکت‌های گوناگون همچنان برای سرنشینانش آرام و بی‌خطر است. بااین‌حال تاکنون سندی در زبان عربی یافت نشده که تشبیه به مهد برای بیان حرکت هم کاربرد داشته باشد. مهد سمبل «خاستگاه و قرار» است، همانگونه که ترازو سمبل «عدالت و داوری». حال اینکه هر دوی آن‌ها حرکت هم می‌کنند باعث نمی‌شود اگر زمین را به ترازو تشبیه کرده باشیم؛ به این نتیجه و حکم برسیم که زمین حرکت می‌کند.
با ساخت فضاپیماها برداشت کلی انسان از زمین دگرگون شد. امروزه بیشتر مطالعه‌های هواشناسی و داده‌های مربوط به هواکُره، از نمای کلی زمین و نگاه از بیرون به آن، به‌دست آمده است. نتیجه به‌دست آوردن آگاهی بیشتر از وضعیت زمین کمک کرد تا جنبش‌های حمایت از محیط زیست به راه بیفتند تا مشکلات مربوط به تأثیر انسان بر پیرامون خود و از میان بردن منابع زمین را پوشش دهند.
برخی فرهنگ‌ها زمین را خدا می‌دانستند و ویژه تر آن را یک ایزدبانو فرض می‌کردند. برخی هم آن را خدای مادر یا خدای باروری می‌دانستند. در برخی آیین‌ها به ویژه در اسلام و مسیحیت پروتستانی، دربارهٔ آفرینش زمین از سوی خدای یکتا یا خدایان سخن به میان آمده و به صراحت بر راستی آن تأکید شده است. اما در میان گروه‌های مذهبی، آیین‌هایی وجود دارد
که این مطلب را نپذیرفته‌اند همچنان که برخی از گروه‌های علمی (و نه همه) نیز پدیدهٔ آفرینش را رد کرده‌اند. برای نمونه می‌توان از تقابل آفرینش‌گرایی و تکامل یاد کرد.

## زمین در ادبیات
فردوسی در شاهنامه آفرینش زمین را چنین توصیف کرده است.
| از آغاز، باید که دانی درست   |  | سرِ مایهٔ گوهران از نخست       |
| که یزدان ز ناچیز چیز آفرید   |  | بدان تا توانایی آرد پدید     |
| سرِ مایهٔ گوهران، این چهار     |  | برآورده بی رنج و بی روزگار   |
| یکی آتشی بر شده تابناک       |  | میان، آب و باد از برِ تیره‌خاک |
| نخستین که آتش به جنبش دمید   |  | ز گرمیش، پس خشکی آمد پدید    |
| و زان پس ز آرام سردی نمود    |  | ز سردی همان باز، ترّی فزود    |
| چو این چار گوهر به جای آمدند |  | ز بهر سِپَنجی سرای آمدند       |